# Mobile (Alabama)
Pour les articles homonymes, voir Mobile et BFM.
Mobile (prononcé en anglais : /moʊ.ˈbil/) est une ville de l'État américain de l'Alabama, la troisième par sa population et le siège du comté de Mobile. Elle est située sur le fleuve Mobile et au centre de la côte du Golfe. Sa population intra muros est de 195 111 habitants au recensement de 2010.
Il s'agit de la plus grande municipalité de la côte du golfe du Mexique entre La Nouvelle-Orléans (Louisiane) et St. Petersburg (Floride). C'est la ville centrale de l'aire métropolitaine de Mobile, peuplée de 414 079 habitants selon les estimations de 2013, c'est-à-dire la troisième plus grande aire urbaine de l'État après Birmingham et Huntsville. Mobile fait partie de la zone urbaine élargie Mobile-Daphne-Fairhope avec une population estimée de 609 619 habitants en 2013, c'est-à-dire également la troisième agglomération de l'État.
Première capitale de la Louisiane française en 1702, la cité doit son nom aux Amérindiens mobiliens que les colons français trouvent dans la baie de Mobile. Pendant cent ans, la ville fut une colonie française, puis britannique et enfin espagnole. Mobile fut rattachée aux États-Unis en 1810, après l'annexion de la Floride occidentale. Elle quitta cette union en 1861 quand l'Alabama rejoignit les États confédérés d'Amérique, lesquels s'écroulèrent en 1865.
Située au fond de l'estuaire du fleuve Mobile dans la baie de Mobile au nord du golfe du Mexique, la ville est le seul port de l'Alabama. Il joue un rôle important dans l'économie de la cité dès l'époque française jusqu'à son rôle actuel de douzième port des États-Unis.
Considérée comme un centre culturel de la côte, Mobile dispose de plusieurs musées, d'un orchestre symphonique, d'un opéra, d'une troupe de ballet et d'une grande concentration de monuments historiques. Mobile est connue pour organiser le plus vieux carnaval des États-Unis, qui date du XVIIIe siècle. Elle accueille officiellement le plus ancien carnaval mystic society des États-Unis, datant de 1830.

## Géographie

### Topographie et situation
Mobile est située à 249 km de Montgomery, la capitale de l'État, 271 km de Jackson et 213 km de La Nouvelle-Orléans. Selon le Bureau du recensement des États-Unis, la ville a une superficie totale de 412,9 km2 (159,4 miles2) dont 305,4 km2 (117,9 mi2) de terres et 107,6 km2 (41,5 mi2) d'eau, soit 26,05 % du total. L'altitude de Mobile varie de 3 mètres dans Water Street à 64 mètres à l'aéroport régional de Mobile. Située au fond de l'estuaire du Mobile dans la baie de Mobile, elle est la plus grande ville côtière entre La Nouvelle-Orléans et St. Petersburg. C'est le seul port de l'Alabama.

### Urbanisme

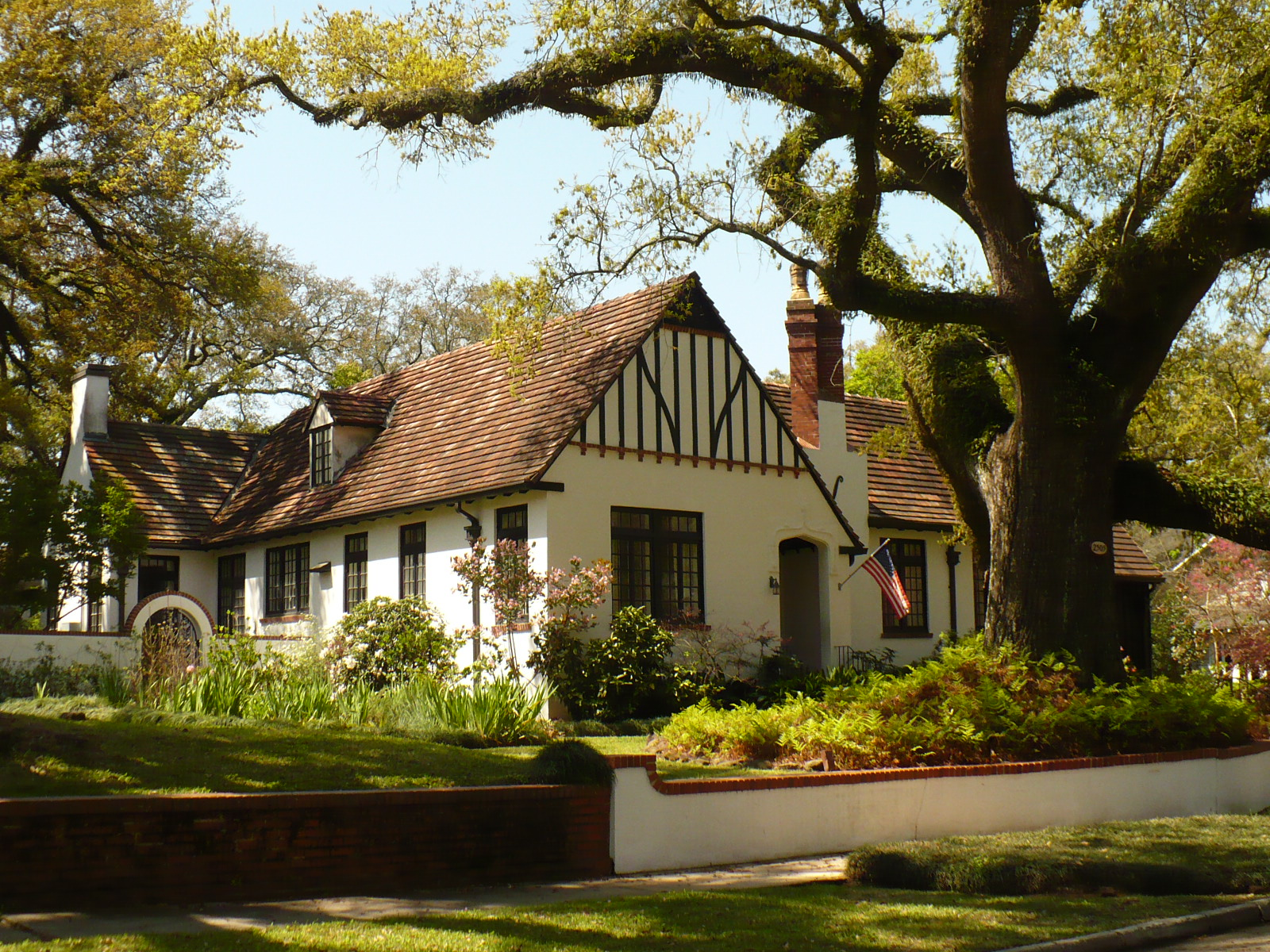
Une maison de style Tudor à Ashland Place.

La ville de Mobile est découpée en près de 172 quartiers répartis sur sept districts,. Treize quartiers sont classés « district historique » par le Registre national des lieux historiques.
La ville de Mobile compte quinze gratte-ciel dépassant tous les trente mètres de hauteur. Le plus haut gratte-ciel est la RSA Battle House Tower, un bâtiment de 35 étages, dont la construction s'est achevée en 2007, culminant à 227 mètres. L'immeuble est aussi le plus haut gratte-ciel de l'Alabama et le 84e aux États-Unis. Il surpasse depuis 2006 les 129 mètres du RSA-BankTrust Building qui est restée la plus haute construction de la ville pendant quarante ans. Mobile est la ville qui compte le plus de gratte-ciel derrière Birmingham. Au total, quatre des dix plus haut gratte-ciel de l'Alabama sont situés à Mobile.
L'histoire des gratte-ciel commence en 1907 avec la construction du Van Antwerp Building. L'immeuble, premier gratte-ciel de Mobile et de l'Alabama, reste la plus haute construction jusqu'à la construction du Regions Bank Building (72 mètres) en 1929. En 1965, le RSA-BankTrust Building dépasse la hauteur du Regions Bank Building et devient le plus haut gratte-ciel de l'Alabama. En 1986, c'est la South Trust Tower de Birmingham qui le dépasse avant d'être surpassée à son tour par la RSA Battle House Tower en 2006,.
| Rang | Nom                               | Hauteur | Nombre d'étages | Date de construction |
| ---- | --------------------------------- | ------- | --------------- | -------------------- |
| 1    | RSA Battle House Tower            | 227 m   | 35              | 2007                 |
| 2    | RSA-BankTrust Building            | 129 m   | 34              | 1965                 |
| 3    | Renaissance Riverview Plaza Hotel | 114 m   | 28              | 1983                 |
| 4    | Mobile Government Plaza           | 99 m    | 12              | 1994                 |
| 4    | Mobile Marriott                   | 99 m    | 20              | 1979                 |
| 6    | Regions Bank Building             | 72 m    | 18              | 1929                 |

### Climat

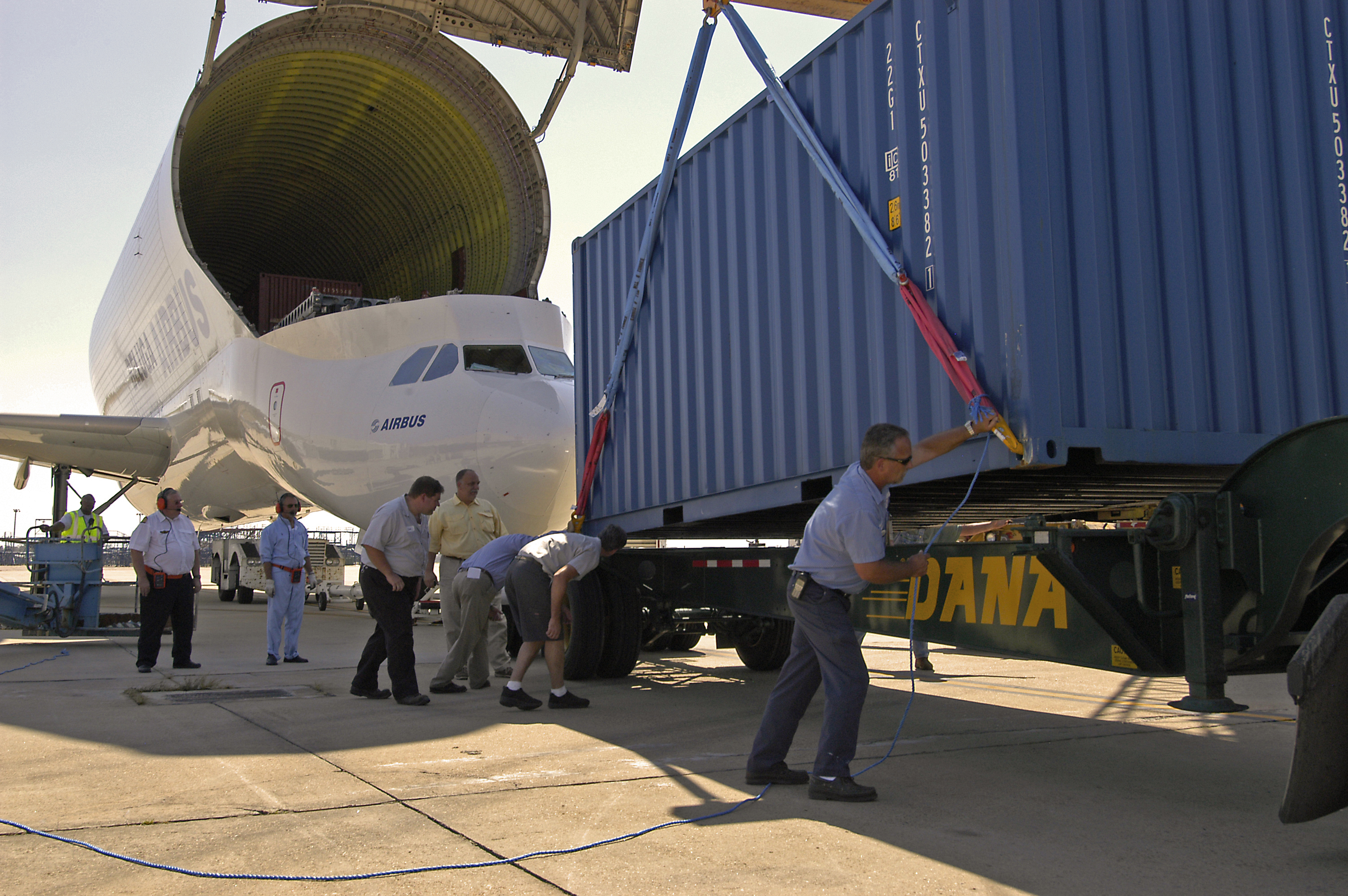
Un A300B4-608ST arrivé à Mobile le 8 septembre 2005, en transportant des matériaux de la France et du Royaume-Uni, à la suite de la catastrophe de l'ouragan Katrina.

Sa position géographique au centre du golfe du Mexique confère à la ville un climat subtropical humide (selon la classification de Köppen) qui consiste en des hivers doux et secs, et des étés humides et chauds. Le record de température la plus froide a été enregistré le 13 février 1899 à −18 C° et le record de température la plus chaude a été enregistré le 29 août 2000 à 41 C°,.
Une étude de l'organisme météorologique WeatherBill, Inc. datant de 2007 montre que Mobile est la ville la plus humide des 48 États contigus avec 1 630 millimètres de précipitations annuelles sur une période de 30 ans. Mobile connaît 120 jours de pluie par an en moyenne tandis que les chutes de neige sont assez rares.
Mobile est affectée par le passage de tempêtes tropicales et d'ouragans. Le 12 septembre 1979, Mobile fut frappée par l'ouragan Frederic (en) qui causa d'importants dégâts dans la ville et ses environs. Mobile subit des dégâts plus modérés après le passage des ouragans Opal le 4 octobre 1995 et Ivan le 16 septembre 2004. Le 29 août 2005, l'ouragan Katrina endommagea les quartiers est de la ville et provoqua des inondations dans le centre-ville, Battleship Parkway et Jubilee Parkway. Le 25 décembre 2012, Mobile fut touchée par une tornade qui cause d'importants dégâts dans le centre-ville.
| Mois                                    | jan.  | fév.  | mars | avril | mai   | juin  | jui.  | août  | sep.  | oct. | nov.  | déc.  | année   |
| --------------------------------------- | ----- | ----- | ---- | ----- | ----- | ----- | ----- | ----- | ----- | ---- | ----- | ----- | ------- |
| Température minimale moyenne (°C)       | 4,4   | 6,3   | 9,6  | 13    | 17,6  | 21,3  | 22,6  | 22,6  | 20    | 14,2 | 9,2   | 5,7   | 13,9    |
| Température maximale moyenne (°C)       | 16    | 18    | 21,8 | 25,3  | 29,2  | 31,8  | 32,8  | 32,6  | 30,6  | 26,2 | 21,5  | 17,1  | 25,2    |
| Température maximale la plus basse (°C) | −16   | −18   | −6   | 0     | 6     | 9     | 17    | 14    | 6     | −1   | −6    | −13   | −18     |
| Record de chaleur (°C)                  | 28    | 29    | 33   | 34    | 38    | 39    | 40    | 41    | 39    | 35   | 31    | 27    | 41      |
| Précipitations (mm)                     | 143,3 | 129,8 | 156  | 121,7 | 130,3 | 154,9 | 184,4 | 176,8 | 129,8 | 93,7 | 130,3 | 128,5 | 1 679,4 |

### Voies de communication et transports

#### Voies routières

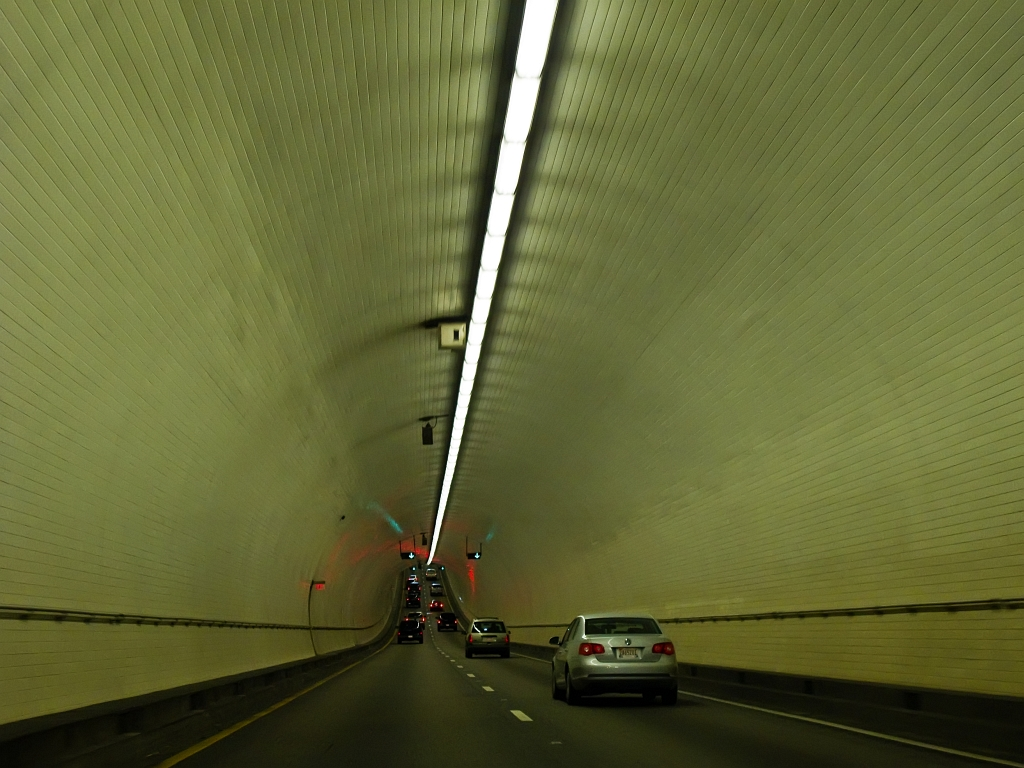
Le tunnel George Wallace sous le fleuve Mobile.

Mobile est desservie par deux autoroutes inter-États : l'I-10 et l'I-65. L'I-165 fait la jonction entre l'I-65 au nord de Prichard et l'I-10 dans le centre-ville de Mobile. L'I-10 quitte le centre-ville en passant sous le fleuve Mobile par le tunnel George Wallace puis passe au-dessus de la baie de Mobile par le Jubilee Parkway en direction de Spanish Fort et Daphne. La ville est aussi desservie par l'US 31, l'US 43, l'US 45, l'US 90 et l'US 98. L'US 98 traverse le fleuve par le tunnel de Bankhead puis passe au-dessus de la baie par le Battleship Parkway en direction de Spanish Fort. L'US 90 traverse le fleuve au nord du centre-ville par le pont Cochrane-Africatown et rejoint l'US 98 sur l'île de Blakeley.
Wave Transit System est la principale compagnie de bus de Mobile qui gère les transports en commun dans le centre et la périphérie. Baylinc est un service de bus mis en place par le Baldwin Rural Transit System et le Wave Transit System du lundi au vendredi qui assure des liaisons entre le comté de Baldwin et le centre-ville de Mobile. La compagnie Greyhound Lines permet la liaison entre Mobile et plusieurs villes des États-Unis.

#### Transport aérien
La ville est desservie par l'aéroport régional de Mobile qui est en connexion avec cinq aéroports internationaux. Il assure des liaisons avec l'aéroport international de Dallas-Fort Worth, l'aéroport intercontinental George-Bush de Houston, l'aéroport international Hartsfield-Jackson d'Atlanta, l'aéroport international de Memphis et l'aéroport international Charlotte-Douglas. L'aéroport central de Mobile, situé sur le territoire de l'ancienne base aérienne de Brookley sert principalement pour les jets privés et les avions-cargo.

#### Transport ferroviaire
Mobile est desservie par 4 chemins de fer de classe I : la Canadian National Railway (CNR), la CSX Transportation (CSX), la Kansas City Southern Railway (KCS) et la Norfolk Southern (NS). L'Alabama and Gulf Coast Railway (AGR) permet de relier la ville à la Burlington Northern and Santa Fe Railway (BNSF) à Amory. La CG Railway (CGR) relie le port de Mobile à celui de Coatzacoalcos dans l'État de Veracruz. Toutes ces voies convergent vers le port qui lui permettent d'être une plateforme multimodale,. La ville était auparavant desservie par le train voyageur Sunset Limited mais le service a été interrompu en 2005 à la suite des dégâts causés par l'ouragan Katrina.

#### Transport maritime

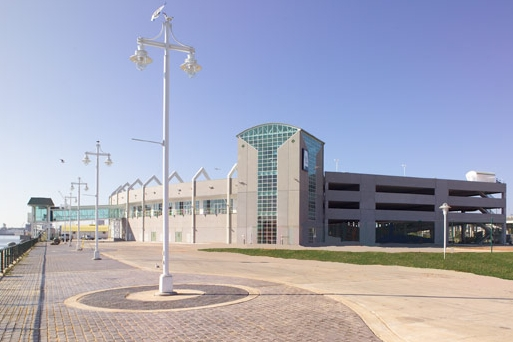
Le terminal du port de Mobile.

Le port de Mobile est un port en eaux profondes, en contact avec le golfe du Mexique et accessible depuis les Grands Lacs et les vallées de la Tennessee et l'Ohio par des canaux (comme le canal Tombigbee-Tennessee). L'Alabama State Port of Authority possède et gère tous les terminaux du port. La ville accueillait auparavant des bateaux de croisière de la compagnie Carnival Cruise Lines. Le premier bateau à avoir accosté le port est le Grand Holiday, qui est resté jusqu'en novembre 2009. Il est remplacé par le Carnival Fantasy jusqu'à l'arrivée du Carnival Elation en mai 2010. Au début de l'année 2011, malgré des réservations satisfaisantes pour les croisières, la compagnie annonce son retrait du port en octobre 2011. L'arrêt des activités de la compagnie laisse à la ville une dette annuelle de deux millions de dollars pour la construction et l'entretien du terminal. Même si la compagnie n'opère plus dans le port, le Carnival Triumph y est remorqué à la suite d'un incendie. C'est le plus gros navire ayant accosté sur le terminal à Mobile avant l'arrivée du Carnival Conquest qui accosta à Mobile pendant la fermeture temporaire du port de La Nouvelle-Orléans.

## Toponymie
Le nom de la ville vient de la tribu Mobile que les colons français ont trouvée autour de la baie de Mobile. Selon une version débattue par les historiens de l'Alabama, ses membres pourraient être les descendants d'une tribu amérindienne dont la ville forteresse de Mabila fut utilisée pour préparer l'attaque de l'expédition menée par des milliers de guerriers contre Hernando de Soto en 1540. La tribu Mobile obtient la permission de s'installer près du fort des colons sept ans après la découverte de la baie par les Européens,. Les habitants de Mobile sont appelés Mobilians.

## Histoire

### Époque coloniale
L'établissement français de La Mobile, alors connue sous le nom de Fort Louis de la Louisiane, commence en 1702, près de la rivière Mobile, comme première capitale de la colonie française de la Louisiane. Elle fut fondée par les frères canadiens Pierre Le Moyne d'Iberville et Jean-Baptiste Le Moyne de Bienville, qui établirent une administration coloniale en Louisiane. Bienville devint le gouverneur de la Louisiane en 1701. La paroisse catholique de La Mobile fut créée le 20 juillet 1703 par Jean-Baptiste de La Croix de Chevrières de Saint-Vallier, évêque de Québec. C'est la première paroisse de la côte du Golfe. En 1704, le bateau Pélican amena vingt-trois femmes pour la colonie. Les passagers apportèrent avec eux la fièvre jaune qu'ils avaient contractée lors d'un arrêt à La Havane. Bien que la plupart des « filles du Pélican » fussent guéries, de nombreux colons et des voisins amérindiens moururent de cette maladie. Cette première période fut aussi l'occasion d'amener des esclaves africains, transportés à bord de navires français en provenance de Saint-Domingue. La population de la colonie fluctua les années suivantes, passant de 280 à 1 708 personnes, mais redescendit à 178 deux ans plus tard en raison d'une épidémie.

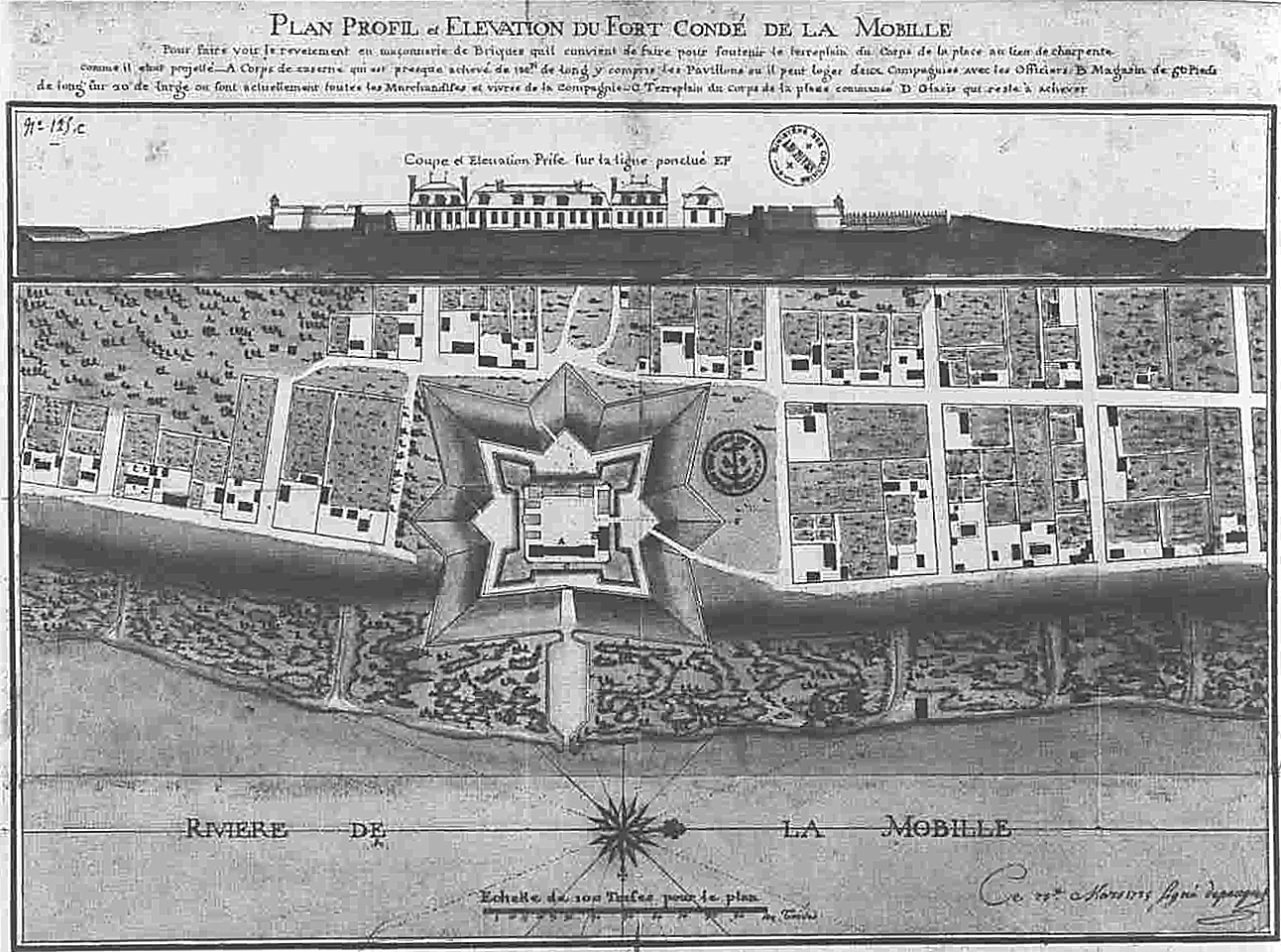
Plan et élévations de Mobile et Fort Condé. Dessiné par Adrien de Pauger en 1725.

Cette série d'épidémies et d'inondations obligea Bienville à déménager la ville plusieurs kilomètres en aval, à son emplacement actuel à la confluence de la Mobile River et de la baie de Mobile en 1711. Un fort, Fort Louis, fut construit sur le nouveau site à cette époque. En 1712, quand Antoine Crozat fut nommé par décision royale à la tête de l'administration de la colonie, celle-ci était peuplée de quatre cents habitants. La capitale de la Louisiane fut transférée à Biloxi en 1720, laissant La Mobile dans le rôle de point d'appui militaire et commercial. En 1723, commença la construction d'un nouveau fort en brique avec des fondations en pierres . Il fut renommé Fort Condé en l'honneur de Louis-Henri de Bourbon, prince de Condé.
En 1763, fut signé le Traité de Paris, qui mit fin à la Guerre de la Conquête. Le traité cédait La Mobile et le territoire environnant au royaume de Grande-Bretagne et permettait à la colonie britannique de la Floride occidentale de s'étendre. Les Britanniques changèrent le nom du Fort Condé en Fort Charlotte, en l'honneur de Charlotte de Mecklembourg-Strelitz, épouse de George III.
Comme les Britanniques ne voulaient pas perdre d'habitants, ils tolérèrent la présence des colons français dans la colonie. Finalement, ne restaient que 112 Français. La même année, les premiers juifs s'installèrent à Mobile. Auparavant, ils n'étaient pas autorisés à s'installer en Louisiane en raison du Code noir, un ensemble de textes juridiques instaurés par le roi de France Louis XIV en 1685 pour les colonies et qui y interdisait la pratique d'une religion autre que le catholicisme. La plupart de ces colons étaient des marchands qui contribuèrent au développement commercial de Mobile. En 1766, la population est estimée à 860 habitants bien que les limites de la ville fussent plus petites qu'à l'époque coloniale française. Lors de la guerre d'indépendance des États-Unis, la ville et l'ouest de la Floride en général devinrent un lieu de refuge pour les loyalistes restés fidèles à la monarchie britannique fuyant les autres colonies.
Tandis que les Britanniques combattaient les colons rebelles, l'Espagne, alliée de la France, entrait dans la Guerre d'indépendance en 1779. Les Espagnols profitèrent de l'opportunité de cette guerre pour envoyer Bernardo de Gálvez, gouverneur de la Louisiane, reprendre la Floride. Il captura Mobile lors de la bataille de Fort Charlotte en 1780. Les Espagnols voulaient éliminer tous les Britanniques de leur colonie qu'ils avaient reçue du traité de Paris en 1763. Ils étaient soutenus par les colonies américaines révolutionnaires, notamment parce que Mobile et la Floride occidentale restaient sous le contrôle de la couronne britannique,. Le fort fut renommé Fortaleza Carlota et l'Espagne conserva Mobile jusqu'en 1813, date à laquelle le général James Wilkinson s'en empara pendant la Guerre anglo-américaine de 1812.

### XIXesiècle

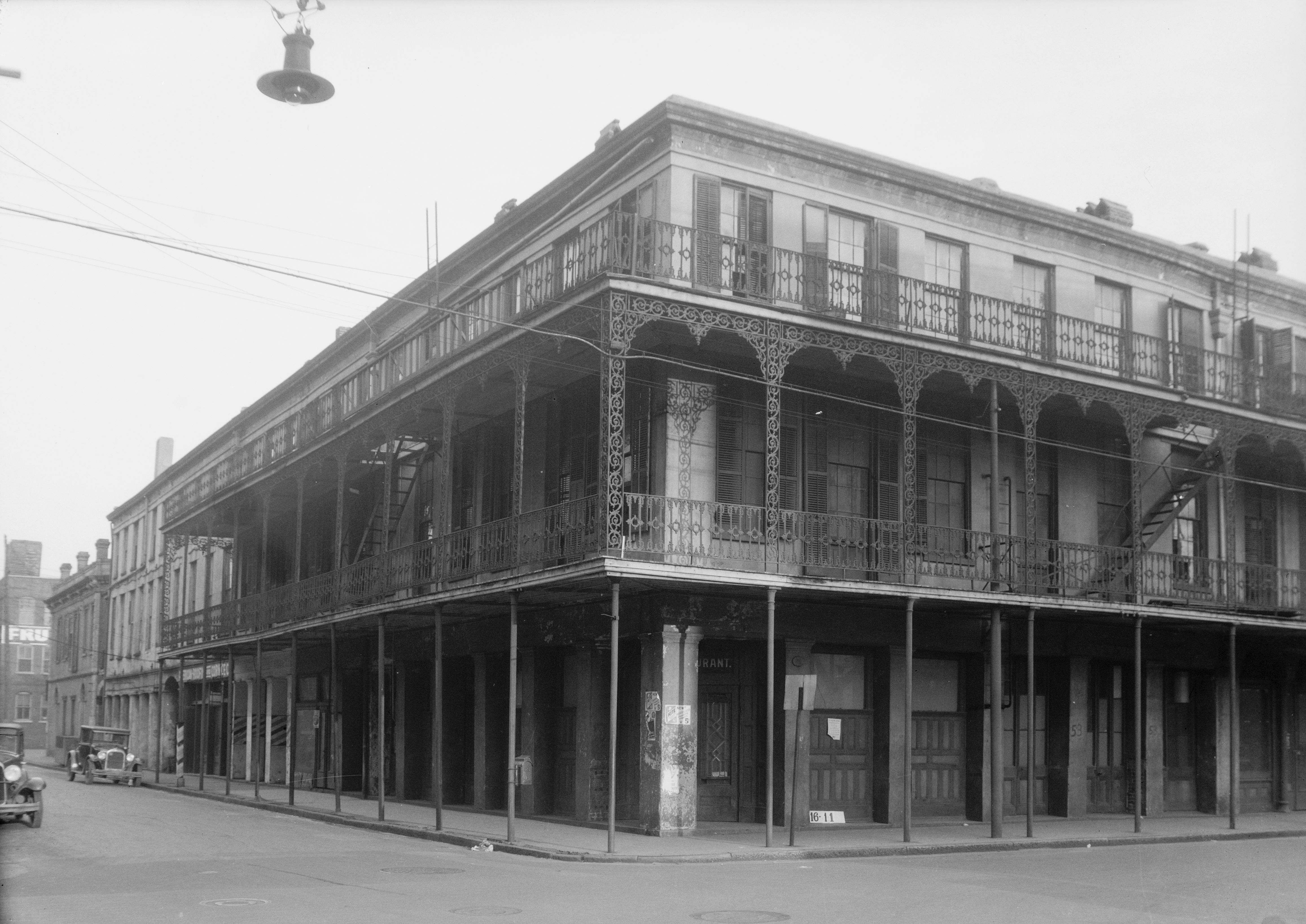
Photo du Southern Hotel dans Water Street, achevé en 1837 et détruit lors de la rénovation du centre.

Au moment où Mobile fut intégrée au Territoire du Mississippi en 1813, sa population avoisinait les 300 habitants. En 1817, le Mississippi était devenu un état et la ville fut alors intégrée au Territoire de l'Alabama. Ce dernier devint un État en 1819 et la population de Mobile passa à 809 habitants. Cet essor démographique s'explique par le développement de l'économie de plantation et l'installation de fermiers le long des berges des rivières de l'Alabama et du Mississippi. Les avocats, revendeurs de coton, docteurs et marchands s'installèrent aussi et cherchèrent profites de l'essor du commerce dans ces lieux. Mobile était un bon carrefour commercial, car elle constitue le principal accès navigable à l'Alabama et à une grande partie du Mississippi. En 1822, la population était de 2 800 habitants.
Durant les années 1830, Mobile continua à développer son commerce principalement dans le coton. De nombreuses constructions aux structures les plus élaborées furent érigées durant cette décennie. Cet essor fut momentanément interrompu par la panique de 1837 et des épidémies de fièvre jaune. Les berges se développaient avec la construction de quais, de terminaux et d'entrepôts. Les exportations de coton augmentaient en proportion de la production dans la Black Belt ; en 1840, Mobile était le second port, après La Nouvelle-Orléans, en exportations de coton.
La ville de Mobile s'enrichit grâce au commerce de coton mais cette spécialisation économique lui valut plusieurs crises financières. Même si Mobile avait une faible proportion d'esclaves par rapport aux restes des plantations du Sud, elle resta le plus grand marché d'esclaves avant Montgomery jusqu'en 1850. C'est à Mobile qu'a accosté le dernier navire négrier américain, le Clotilda, en 1860.
En 1860, la population de Mobile atteignait 29 258 habitants. Elle était la 27e des États-Unis et la quatrième des futurs États confédérés d'Amérique. La population non esclave de l'ensemble du comté de Mobile atteignait 29 754 habitants dont 1 195 people of color. 1 785 propriétaires d'esclaves possédaient 11 376 personnes, ce qui monte la population totale du comté à 41 130 habitants.
Lors de la guerre de Sécession, Mobile fut une ville confédérée. Le CSS H. L. Hunley, premier sous-marin à avoir fait couler un navire ennemi, fut construit à Mobile. La bataille de la baie de Mobile, le 5 août 1864, vit la prise de la baie de Mobile par l'Union. Le 12 avril 1865, trois jours après la capitulation de Robert E. Lee à Appomattox Court House, la ville capitula face à l'armée de l'Union pour éviter d'être détruite après les batailles de Spanish Fort et Fort Blakely. Le 25 mai, une explosion de 200 tonnes de poudre à canon dans un dépôt de munitions tua 300 personnes dans Beauregard Street et l'incendie qui s'ensuivit détruisit la partie nord de la ville.
La période de reconstruction d'après-guerre prit fin en 1874 lorsque les Démocrates remportèrent la municipalité. À la fin du XIXe siècle, la ville connut une dépression économique et la banqueroute de la municipalité. Entre 1878 et 1882, la balance des exportations de la ville s'effondra de neuf millions à trois millions de dollars.

### XXesiècle

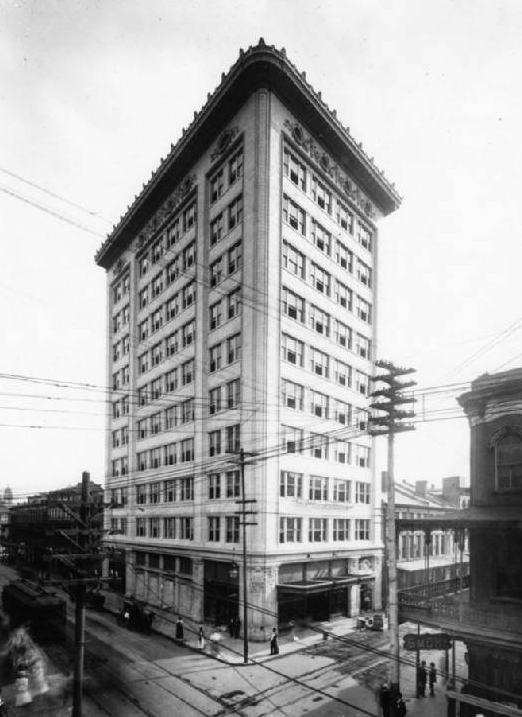
Le Van Antwerp Building, achevé en 1907.

Au début du XXe siècle et pendant l'ère progressiste, Mobile connuit une phase d'expansion démographique et économique. La population passa de 40 000 à 60 000 habitants entre 1900 et 1920. Pendant cette période, la ville reçut trois millions de dollars d'aides du gouvernement fédéral pour améliorer les infrastructures portuaires et notamment creuser un port en eaux profondes. Lors de la Première Guerre mondiale et après, l'industrie devient un secteur vital dans l'économie de Mobile, et notamment la production d'acier et les chantiers navals.
Pendant cette période, la justice sociale et les relations raciales se détériorèrent. En 1902, la municipalité promulgua le premier décret de ségrégation dans les tramways. Les Afro-Américains de Mobile répondirent par un boycott pendant deux mois, sans que le décret fût abrogé. La ségrégation raciale s'accrut avec l'application des Lois Jim Crow par les Blancs pour maintenir leur domination sur la ville.
La Seconde Guerre mondiale provoqua une nouvelle expansion démographique considérable de Mobile en raison de l'afflux massif de travailleurs dans les chantiers navals et la base aérienne de Brookley. Entre 1940 et 1943, plus de 89 000 personnes arrivèrent à Mobile pour participer à l'effort de guerre. Mobile était l'une des 18 villes américaines à produire des Liberty ship. Le Chantier naval ADDSCO de Mobile produisait des navires plus rapidement que n'en faisaient couler les forces de l'Axe. L'ADDSCO produisait également beaucoup de Pétroliers T2. La Gluf Shipbuilding Corporation, une filiale de Waterman Steamship Corporation, construisait des cargos, Classe Fletcher et dragueurs de mines.
Après la guerre, l'industrie papetière et l'industrie chimique commencèrent à se développer au détriment des chantiers navals tandis que les anciennes bases militaires furent réutilisées à des fins civiles. Les Afro-Américains se mobilisèrent pour acquérir des droits égaux aux Blancs. Contrairement au reste de l'État, les bus et les cafés furent déségrégués dès le début des années 1960. En 1963, trois étudiants Afro-Américains portèrent plainte contre la Mobile County School Board pour ne pas avoir été admis à la Murphy High School. La cour ordonna que les étudiants fussent intégrés à l'université en 1964, ce qui conduisit à la déségrégation dans le système scolaire du comté de Mobile. Le Civil Rights Movement amena la fin de la ségrégation raciale légale avec l'adoption du Civil Rights Act de 1964.
Le gouvernement de l'Alabama promulgua le Cater Act en 1949, ce qui permit aux villes et aux comtés d'établir des plans de développement industriel (IDB) afin d'attirer de nouvelles industries. Mobile n'exécuta pas le Cater Act avant 1962. George E. McNally, le premier maire républicain de la ville depuis la Reconstruction, était le principal acteur des IDB. La Chambre de Commerce de Mobile, qui considérait qu'elle était mieux qualifiée pour attirer des nouvelles industries, voyait les IDB comme rivaux. Après plusieurs années de querelles politiciennes, la Chambre de Commerce gagna son combat. Bien que les plans eussent pour objectifs de rendre la Chambre plus active dans l'attraction des nouvelles industries, cette dernière parvint à écarter la mairie des décisions économiques de la ville.
En 1969, l'économie de Mobile fut sérieusement touchée par la fermeture de la base aérienne de Brookley. Cette fermeture entraîna la mise au chômage de 10 % de la population active de la ville. Mobile connut une période de dépression économique durant les années 1970.
À la fin des années 1980, Mike Dow, le nouveau maire, lança le « String of Pearls Initiative » pour rendre la ville plus compétitive. Il entreprit plusieurs projets et rénova des centaines de bâtiments du centre historique. La ville et le comté firent des efforts pour attirer des nouvelles entreprises.

## Héraldique
Comme toute ville américaine, Mobile possède son propre drapeau et ses armoiries. Le sceau a été adopté en 1961 et représente les six drapeaux qui ont flotté au-dessus de la ville : le drapeau du royaume de France, le drapeau de l'empire britannique, le drapeau américain, le drapeau des États Confédérés, le drapeau espagnol et le drapeau de la république d'Alabama,. La mouette et le navire symbolisent le port qui a une grande importance au sein de la ville, la balle de coton rappelle l'importance du marché du coton lors de la première expansion économique de la ville et l'immeuble évoque les différentes industries qui se sont implantées à Mobile ces dernières années. Le sceau reprend le drapeau officiel, imaginé par Lambert C. Mims et adopté le 4 décembre 1968. Le sceau est au centre d'une bande horizontale blanche, elle-même ceinte par une bande rouge (en haut) et une bande bleue (en bas).

## Politique et administration

### Municipalité

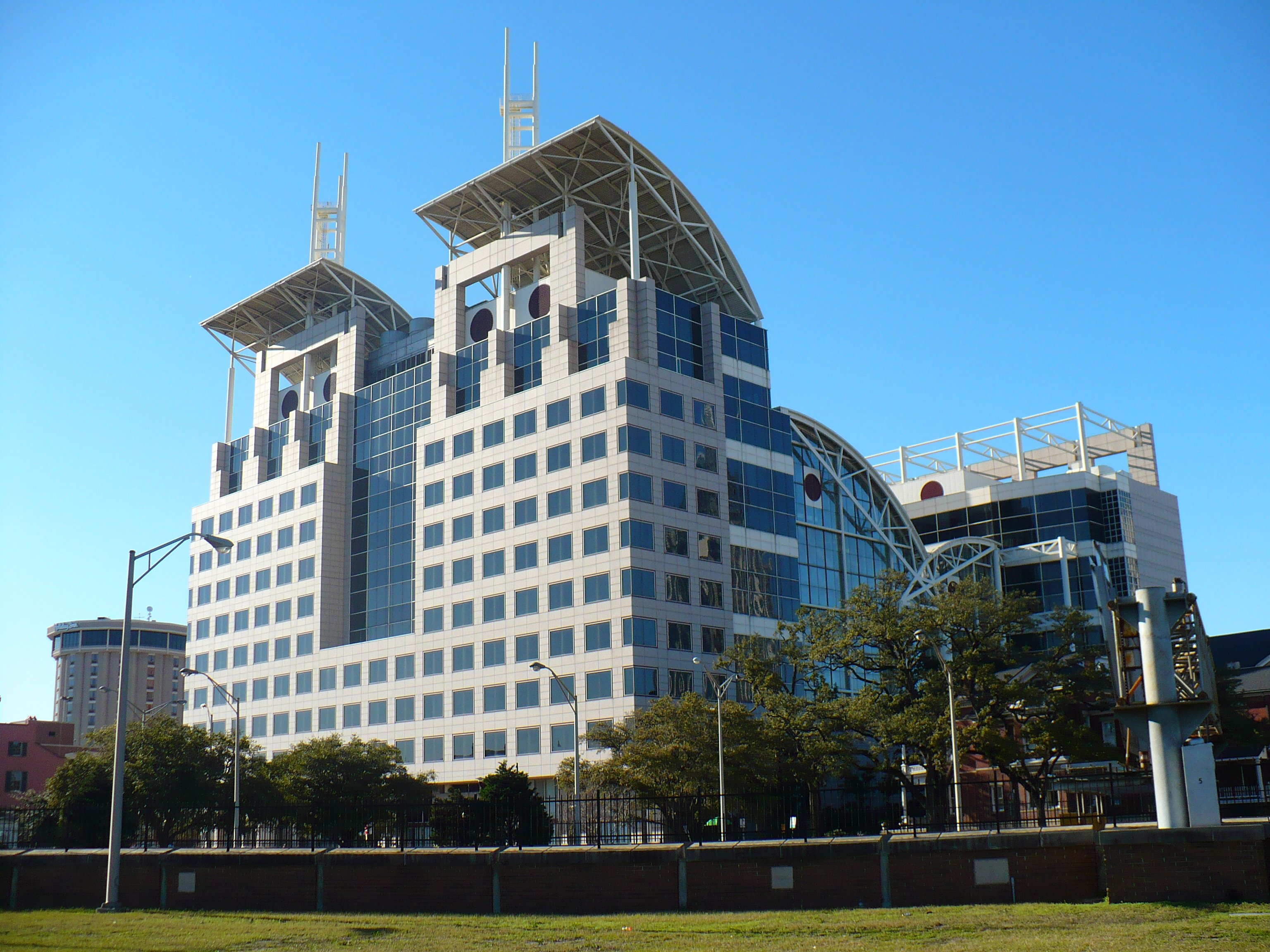
Governement Plaza à Mobile où siège la mairie et le comté.

Depuis 1985, la ville est gouvernée par un maire et sept conseillers municipaux selon un système de gouvernement maire/conseil municipal. À Mobile, la municipalité suit un système de maire faible, c'est-à-dire que le maire n'a pas d'autorité formelle en dehors du conseil, il ne peut pas nommer ou destituer des élus et n'a pas de droit de véto sur les décisions du conseil municipal. Le maire est élu par suffrage direct et les membres du conseil sont élus dans chacun des sept districts. Le conseil doit obtenir une majorité absolue de cinq votes pour mener son budget. Cette forme d'administration fut décidée par les électeurs après que la précédente forme de gouvernement (où la population élisait trois membres qui siégeraient à la commission de la ville) eut été utilisée pour affaiblir le vote de la communauté noire en 1975 dans le cas de l'affaire Mobile v. Bolden. Avec cette nouvelle forme de gouvernement, au moins trois des sept conseillers municipaux sont élus dans des districts où la communauté Afro-Américaine est majoritaire. Les élections municipales ont lieu tous les quatre ans.
Arthur R. Outlaw fut le premier maire élu sous le nouveau fonctionnement pour son second mandat (1985-1989). Mike Dow le battit en 1989 et resta à la tête de la ville pendant seize ans. Son projet pour redynamiser la ville, « The String of Pearls » est à l'origine de la rénovation du centre-ville de Mobile. Jusqu'à son départ, Dow soutint Sam Jones comme son successeur. Jones, élu en 2005, fut le premier maire Afro-Américain de Mobile. Il fut réélu en 2009 sans opposition. Son mandat fut dans la continuité de celui de Dow en attirant des industries dans la ville. Il se présenta pour un troisième mandat en 2013 mais fut battu par Sandy Stimpson.

### Criminalité
En 2012, le taux de criminalité était de 391,7 pour 100 000 habitants. C'est un taux supérieur à celui des États-Unis (304,4). De manière générale, ce taux a baissé de 25 % depuis 2000. D'après le Mobile Police Department, en 2013, le nombre total de crimes a baissé de 1,4 % par rapport à 2012. En 2013, le taux de crimes violents est de 6,1 ‰. Selon le FBI, Mobile était en 2012 la troisième des quatre grandes villes d'Alabama pour les crimes violents et la dernière pour les cambriolages. À titre de comparaison, le taux de crimes violents est inférieur de 45 % à celui de Baton Rouge, l'une des villes du Sud les plus dangereuses mais est supérieur d'un tiers par rapport à Savannah, l'une des villes les plus sûres.

### Jumelages
La ville est jumelée avec :
- Ariel (colonie israélienne) (Territoires palestiniens)
- Bolinao (Philippines)
- Cockburn (Australie)
- Constanța (Roumanie)
- Gaeta (Italie)
- Heze (Chine)
- Ichihara (Japon)
- iLembe District Municipality (Afrique du Sud)[85]
- Katowice (Pologne)
- Košice (Slovaquie) depuis 1992[86]
- La Havane (Cuba)
- Pyeongtaek (Corée du Sud)
- Tianjin (Chine)
- Veracruz (Mexique)
- Worms (Allemagne)
- Pau (France)[87]

## Population et société

### Démographie
| Groupe           | 2010 | 1990 | 1970 | 1940 |
| ---------------- | ---- | ---- | ---- | ---- |
| Blancs           | 45,0 | 59,6 | 64,3 | 63,0 |
| —Non hispaniques | 43,9 | 58,9 | 63,5 | n/a  |
| Noirs            | 50,6 | 38,9 | 35,4 | 36,9 |
| Hispaniques      | 2,4  | 1,0  | 0,9  | n/a  |
| Asiatiques       | 1,8  | 1,0  | 0,1  | -    |
| Total            | 100  | 100  | 100  |      |

Selon le recensement de 2010, la population de Mobile est estimée à 195 111 habitants. Mobile est le cœur de la troisième aire métropolitaine de l'Alabama. L'aire métropolitaine de Mobile a une population estimée à 414 079 habitants en 2013.
Selon le même recensement, il y a 78 959 ménages à Mobile. 26,7 % d'entre eux vivent avec des enfants de moins de 18 ans, 35,6 % sont des couples mariés, 21,6 % sont des femmes célibataires, 4,5 % sont des hommes célibataires et 38,3 % sont des ménages sans enfant. 32,2 % des ménages sont constitués de personnes seules tandis que 10,7 % des ménages sont composés de personnes seules âgées de plus de 65 ans. La composition ethnique de la ville est de 50,6 % de Noirs ou Afro-Américains, 45 % de Blancs, 2,4 % d'Hispaniques, 1,8 % d'Asiatiques, 0,3 % de Native Americans et 0,9 % d'autres races. Les Blancs non-hispaniques représentent 43,9 % de la population contre 62,1 % en 1980. Chaque ménage est constitué en moyenne de 2,4 individus tandis que les ménages familiaux sont constitués de 3,7 individus en moyenne. Selon les estimations, les ménages constitués de couples de même sexe représentent 0,3 % des ménages totaux en 2010.
En 2010, 6,7 % de la population a moins de 5 ans, 75,9 % entre 18 et 65 ans et 13,7 % plus de 65 ans. L'âge moyen est de 35,7 ans. La population masculine représente 47 % et la population féminine 53 %. Le revenu moyen par ménage est de 38 722 $ (É.U. : 53 046 $) tandis que le revenu moyen par habitant est de 23 394 $ (É.U. : 28 051 $).
| 1820  | 1830  | 1840   | 1850   | 1860   | 1870   | 1880   | 1890   |
| ----- | ----- | ------ | ------ | ------ | ------ | ------ | ------ |
| 1 500 | 3 194 | 12 672 | 20 515 | 29 258 | 32 034 | 29 132 | 31 076 |

| 1900   | 1910   | 1920   | 1930   | 1940   | 1950    | 1960    | 1970    |
| ------ | ------ | ------ | ------ | ------ | ------- | ------- | ------- |
| 38 469 | 51 521 | 60 777 | 68 202 | 78 720 | 129 009 | 202 779 | 190 026 |

| 1980    | 1990    | 2000    | 2010    | - | - | - | - |
| ------- | ------- | ------- | ------- | - | - | - | - |
| 200 452 | 196 278 | 198 915 | 195 111 | - | - | - | - |

### Cultes

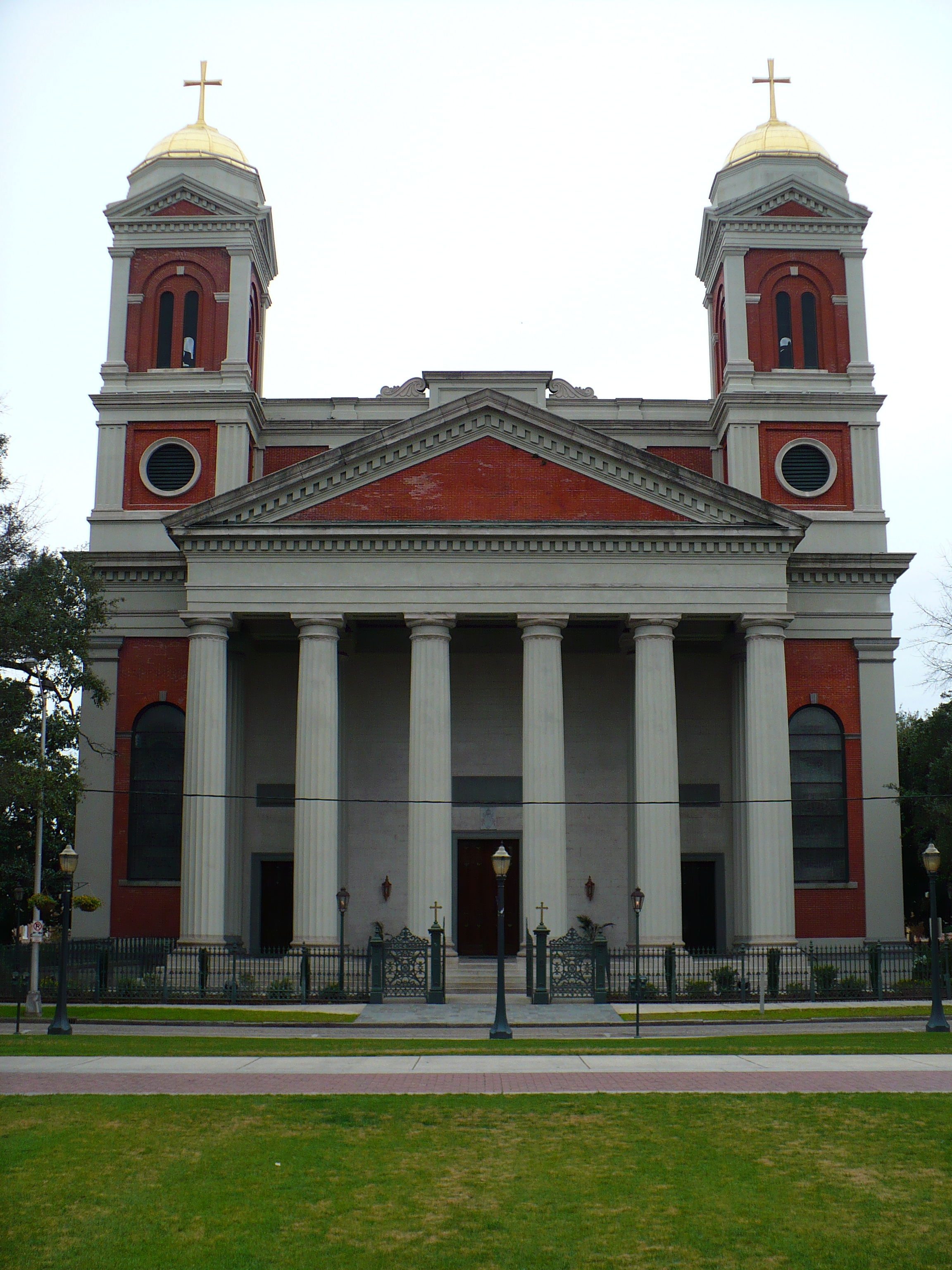
La Cathédrale de l'Immaculée-Conception de Mobile en 2009.

À Mobile, 61,29 % de la population pratique une religion en 2014. Les religions les plus représentées sont le baptisme (29,52 %), le catholicisme (7,92 %), le méthodisme (6,29 %) et le pentecôtisme (5,82 %). Le judaïsme et l'islam représentent 0,23 % et 0,37 % de la population.
Les principales religions sont le catholicisme et le protestantisme. La paroisse catholique de Mobile est l'une des 86 paroisses de l'archidiocèse de Mobile qui regroupe les 28 comtés du sud de l'Alabama (dont Montgomery) sur une surface de 59 489 km2. La cathédrale de l'Immaculée-Conception en est le siège. La ville contient 29 églises catholiques. La communauté épiscopale est dépendante du Diocèse Épiscopal de Central Gulf Coast dont le siège est la cathédrale de Christ Church.
Une communauté juive de 1 200 personnes pratiquent leur culte dans les deux synagogues de la ville. Présente depuis le milieu du XVIIIe siècle, c'est l'une des plus anciennes communautés juives de l'Alabama et la troisième plus importante après Birmingham et Montgomery. La communauté musulmane se répartit sur quatre mosquées.

### Santé

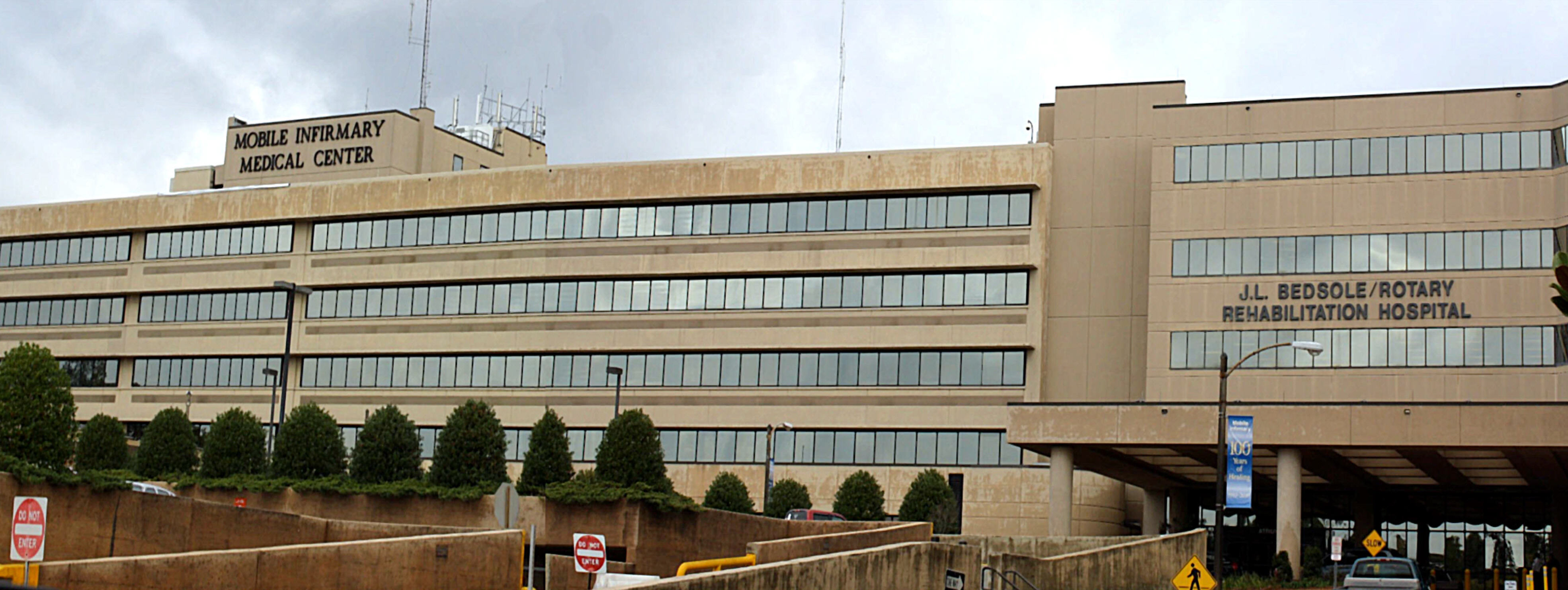
Le Mobile Infirmary Medical Center en 2009.

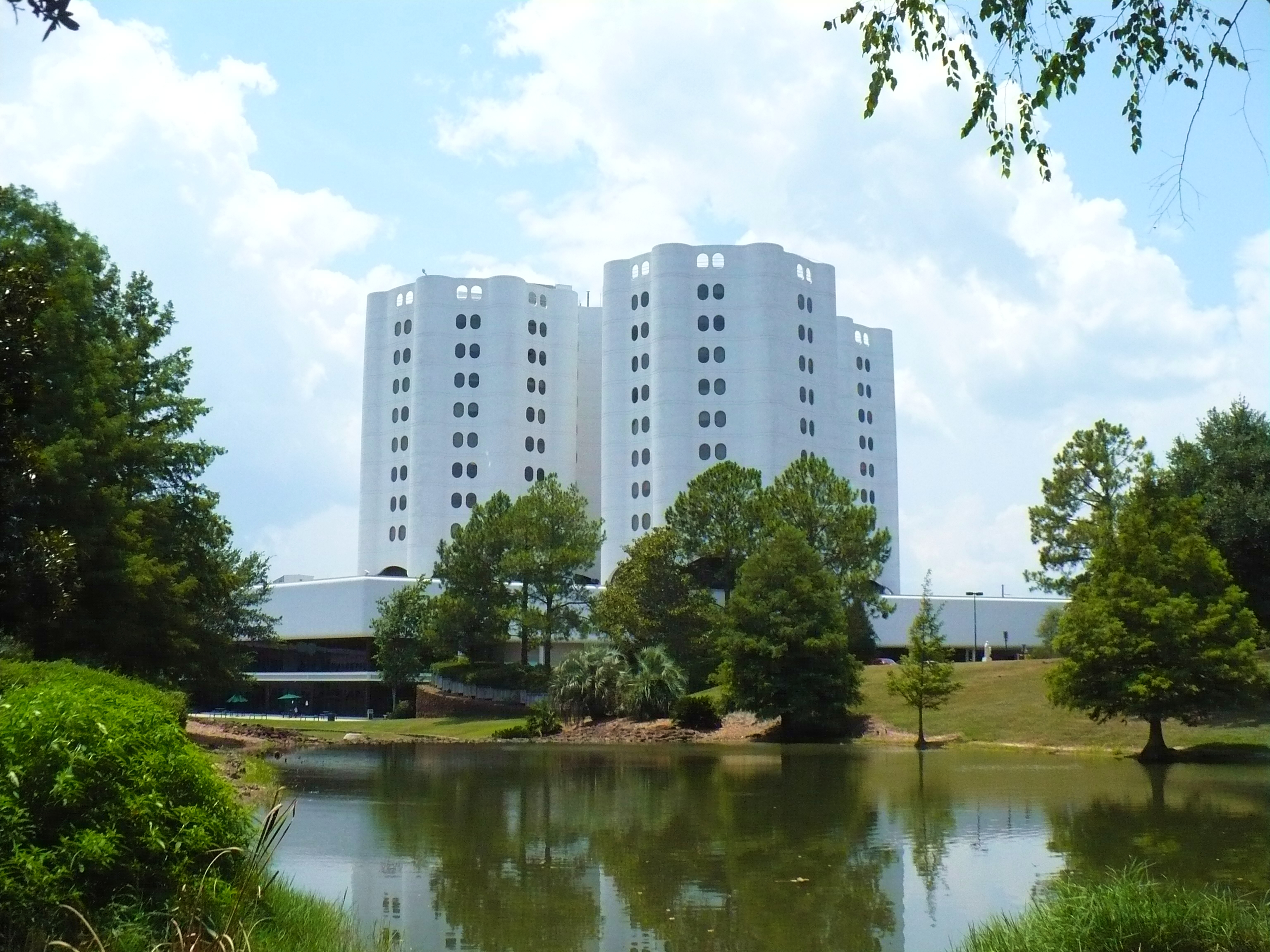
L'Hôpital Providence en 2009.

Mobile est un pôle régional de médecine de la Côte du Golfe avec 850 médecins et 175 dentistes. Il y a quatre grands centres médicaux à l'intérieur de la ville. Le centre médical Mobile Infirmary Medical Center, fondé en 1910, possède 704 lits et est le plus grand hôpital à but non lucratif. L'hôpital Providence possède 349 lits. Il a été fondé en 1854 par les Sœurs de Saint Vincent de Paul d'Emmitsburg dans le Maryland. Le centre médical de l'université de South Alabama possède 346 lits. C'est le seul centre de traumatologie de niveau 1 de Mobile et le seul centre de traitement des brûlés dans la région. Le centre médical de Springhill, fondé en 1975, est le seul hôpital privé de Mobile avec une capacité de 252 lits.
L'université de South Alabama gère l'University of South Alabama Children's and Women's Hospital, dédié aux femmes et aux enfants avec une capacité de 219 lits. En 2008, l'université ouvre l'USA Mitchell Cancer Center Institute. C'est le premier centre de recherche académique contre le cancer dans la région. Le Mobile Infirmary Center gère l'Infirmary West, anciennement connu sous le nom d'Hôpital Knollwood, avec une capacité de 100 lits. Ce centre ferme en octobre 2012 à cause d'un déficit budgétaire.
Avec 94 lits, le BayPointe Hospital and Children's Residential Services est le seul hôpital psychiatrique de Mobile. Il possède une unité résidentielle de soins palliatifs pour les enfants, une unité pour les enfants et adolescents atteints de maladies graves et une unité de l'hospitalisation psychiatrique sans consentement pour adultes gérée par la cour de justice de Mobile. La ville possède une multitude d'ambulances, de services des urgences, de services de santé à domicile, d'aides aux personnes dépendantes et de maisons de convalescence,.

### Éducation

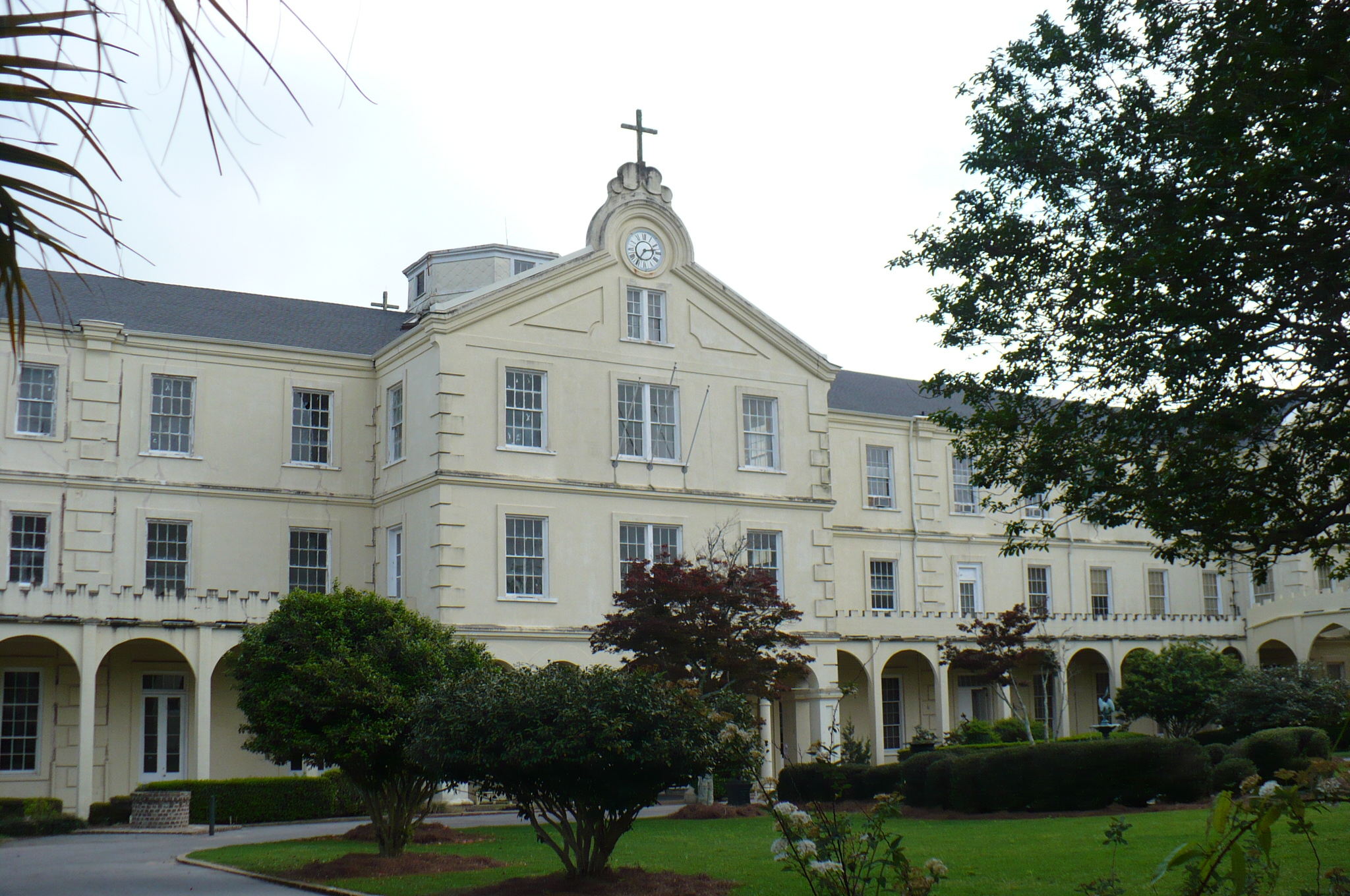
Le bâtiment de l'administration à Spring Hill College.

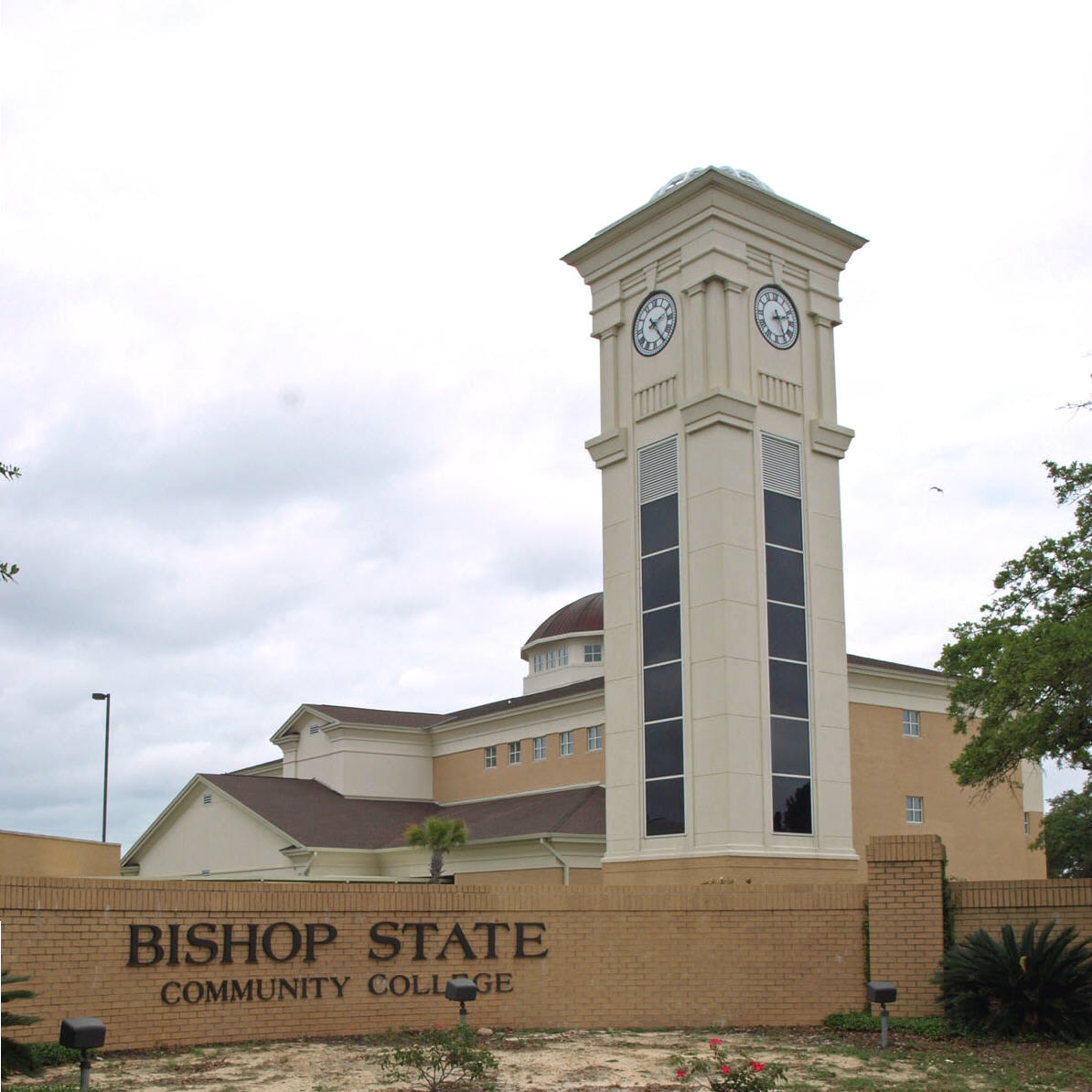
La tour d'horloge et Business Technology Center du Bishop State Community College en mai 2012.

#### Enseignement primaire
Les écoles publiques de Mobile sont gérées par les districts scolaires du comté de Mobile. Environ 60 000 élèves y sont inscrits et il emploie 7 500 personnes. Son budget s'élève à 68 000 000 $ lors de l'année scolaire 2012-2013. L'État de l'Alabama administre l'Alabama School of Mathematics and Sciences, située à Dauphin Street, qui forme les lycéens vers des études supérieures. L'école a été fondée en 1989 pour former des futurs dirigeants.
La plupart des établissements privés de Mobile sont catholiques et appartiennent à l'archidiocèse de Mobile. Les principaux établissements privés catholiques sont Corpus Christi School, Little Flower Catholic School (1934), McGill-Toolen Catholic High School (1896), Most Pure Heart of Mary Catholic School  (1900), Saint Dominic School (1961), Saint Ignatius School (1952), Saint Mary Catholic School (1867), Saint Pius X Catholic School (1957) et Saint Vincent DePaul Catholic School (1976). Il y a à Mobile plusieurs établissements privés protestants comme St. Paul's Episcopal School (1947), Mobile Christian School (1961), St. Lukes Episcopal School (1961), Cottage Hill Baptist School System (1961), Faith Academy (1967) et Trinity Lutheran School  (1955). L'UMS-Wright Preparatory School est le principal établissement privé non religieux. Il a été fondé en 1988 par la fusion de University Military School  (1893) et Julius T. Wright School for Girls (1923).

#### Enseignement secondaire et supérieur
Les principaux collèges et universités de Mobile sont habilités par la Southern Association of Colleges and Schools (SACS). L'organisme habilite l'Université de South Alabama, Spring Hill College, l'Université de Mobile, l'Université Faulkner et Bishop State Community College.
L'Université de South Alabama est une université publique fondée en 1963. Elle est composée de neuf écoles : le College of Arts and Sciences, le Mitchell College of Business, le College of Education, le College of Engineering, le College of Medicine, le Doctor of Pharmacy Program, le College of Nursing, le School of Computing et le School of Continuing Education and Special Programs.
L'Université Faulkner est une université privée affiliée aux Églises du Christ et dont le siège se situe à Montgomery. Le campus de Mobile ouvre en 1975 et propose des diplômes de licences en commerce-gestion, management des ressources humaines et droit. L'université propose aussi des diplômes d'associés en commerce-gestion, gestion du système d'information, sciences de l'information et de la communication, droit, informatique, arts et sciences.
Le Spring Hill College est le plus ancien collège catholique du Sud des États-Unis et le troisième collège des Jésuites du pays. Ce collège offre des formations commerce-gestion, enseignement, arts libéraux, études d'infirmière et études de théologie. Il propose aussi des formations en cycle undergraduate en gestion, métiers de la communication, anglais, beaux arts, langues étrangères, études interdisciplinaires, école d'infirmière, philosophie et théologie, sciences, sciences sociales et métiers de l'enseignement.
L'Université de Mobile est une université Baptiste fondée en 1961 dans la ville voisine de Prichard. Elle est composée du College of Arts and Sciences, School of Business, School of Christian Stuides, School of Education, School of Leadership Development et School of Nursing.
Le Bishop State Community College est un collège communautaire public fondé en 1927 et traditionnellement noir. Bishop State a quatre campus installés à Mobile et propose plusieurs diplômes d'associés.
Plusieurs établissements offrant des formations professionnelles ont établi leur campus à Mobile : Alabama Institute Of Real Estate, American Academy of Hypnosis, Bealle School Of Real Estate, Charles Academy Of Beauty Culture, Fortis College, Virginia College, ITT Technical Institute, Remington College et White and Sons Barber College.

### Médias
Le Press-Register est le plus ancien journal de l'Alabama, fondé en 1813. Le journal est principalement publié dans les comtés de Mobile et Baldwin mais aussi dans le sud-ouest de l'Alabama et dans le sud-est du Mississippi. Les autres journaux de Mobile sont Lagniappe, Mobile Bay Magazine et Mobile Beacon, un journal destiné à la communauté Afro-Américaine. Mod Mobilian est un site qui s'intéresse à la vie culturelle de Mobile.
Mobile est couverte par de nombreuses chaînes de télévisions : WKRG 5 (CBS), WALA 10 (Fox), WPMI 15 (NBC), WMPV 21, WDPM 23, WEIQ 42 (PBS) et WFNA 55 (CW). La région est aussi couverte par les chaînes WEAR 3 (ABC), WSRE 31 (PBS), WHBR 34, WFGX 35 (MyNetworkTV), WJTC 44, WFBD 48 (America One), WPAN 53 (Jewelry Television) et WAWD 58 dont les stations sont situées à Pensacola. Mobile fait partie de la designated market area (DMA) de Mobile-Pensacola-Fort Walton Beach d'après la Nielsen Media Research. Elle est la 59e DMA au niveau national pour la saison 2013-2014.
Mobile est couverte par quatorze radios FM (WAVH, WBHY, WBLX, WDLT, WHIL, WKSJ, WKSJ-HD2, WLVM, WMXC, WMXC-HD2, WQUA, WRKH, WRKH-HD2 et WZEW) ainsi que neuf radios AM (WBHY, WGOK, WIJD, WLPR, WMOB, WNGL, WNTM, WTKD et WXQW). Ce sont principalement des radios chrétiennes, hip-hop ou pop. Selon Arbitron, la région de Mobile est la 97e aux États-Unis en nombre d'auditeurs en automne 2013.

### Sports

#### Football

Un match des Jaguars de South Alabama au Ladd Peebles Stadium.

Mobile possède un stade de football américain : le Ladd Peebles Stadium. Il a ouvert en 1948 et a une capacité de 40 600 places. Ladd Peebles Stadium est le quatrième plus grand stade de l'Alabama. Le stade accueille le Senior Bowl depuis 1951, une compétition regroupant les meilleurs college seniors de la NCAA. Le GoDaddy Bowl, auparavant connu sous les noms Mobile Alabama Bowl puis GMAC Bowl, se tient au Ladd Peebles Stadium depuis 1999. Il oppose la Sun Belt Conference et la Mid-American Conference. Depuis 1988, Ladd Peebles Stadium organise le Alabama-Mississippi All-Star Classic, une compétition qui réunit les meilleurs joueurs lycéens de chaque État. En 2007, l'Université de South Alabama constitue une équipe de football qui reste invaincue durant la saison de 2009. Elle rejoint la Division I/FBS en 2013 en étant membre de la Sun Belt Conference. L'équipe s'entraine au Ladd Peebles Stadium.

#### Autres sports

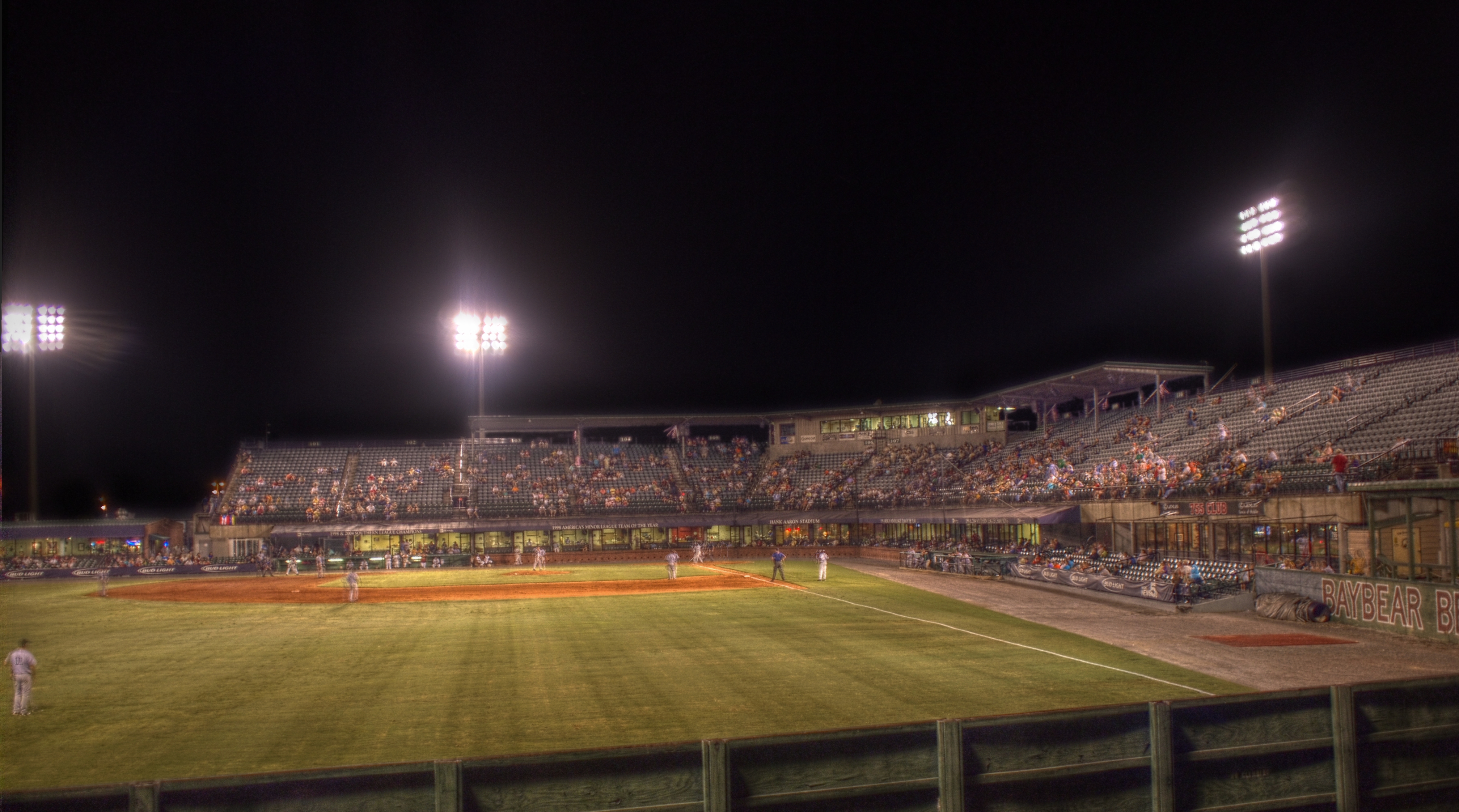
Le Hank Aaron Stadium.

Le Hank Aaron Stadium est le stade de l'équipe de ligue mineure de baseball des Mobile BayBears. Le baseball représente une fierté dans l'Alabama du Sud car il a produit plusieurs joueurs comme Luis Gonzalez, Juan Pierre, Jon Lieber, Adam Lind et David Freese. L'Université de South Alabama possède une équipe de basketball qui participe au championnat de la Sun Belt Conference. L'équipe s'entraîne au Mitchell Center. La ville dispose d'un centre de tennis public de 50 terrains et d'un parcours de golf de 36 trous, Magnolia Grove, qui fait partie du Robert Trent Jones Golf Trail. Sur ce parcours se déroule le tournoi The Mitchell Company Tournament of Champions entre 1999 et 2007. Depuis 2008, le tournoi Airbus LPGA Classic a lieu sur ce parcours. Mobile accueille aussi la course Azalea Trail Run tous les ans depuis 1978. C'est une course de dix kilomètres qui traverse le centre-ville. C'est l'une des courses les plus importantes aux États-Unis et attire des coureurs du monde entier.

## Économie

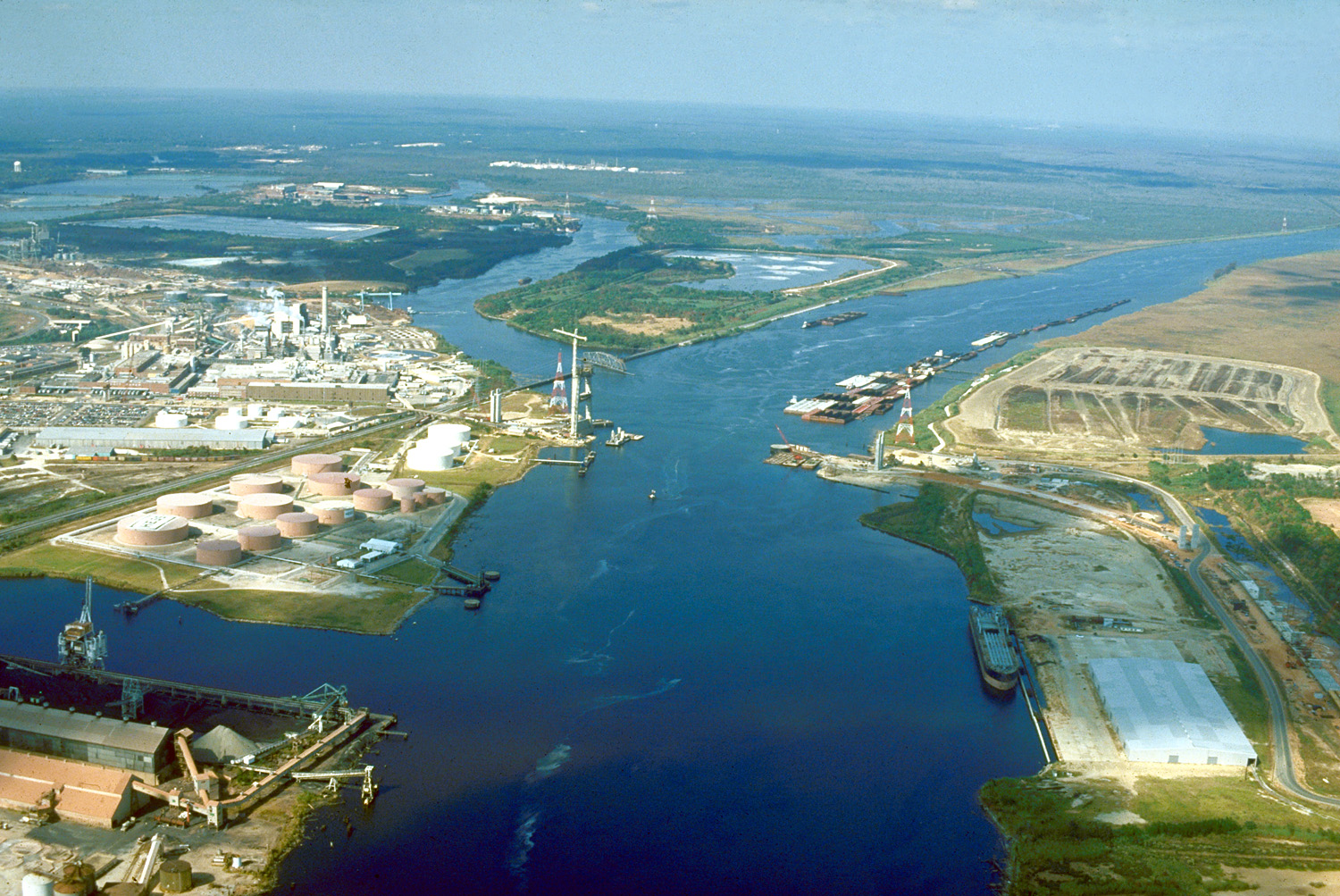
Le port de Mobile à Chickasaw Creek.

Les principales industries représentées à Mobile sont l'industrie aérospatiale, la sidérurgie, le chantier naval, le commerce de détail, les services, la construction, la médecine et la manufacture. Après avoir subi un déclin économique pendant plusieurs décennies, l'économie reprend à la fin des années 1980. Entre 1993 et 2003, 13 983 emplois ont été créés tandis que 87 nouvelles sociétés se sont créées et 399 se sont agrandies.
Plusieurs sociétés, aujourd'hui disparues, avaient leur siège ou étaient implantées à Mobile : les chantiers navals d'Alabama Drydock and Shipbuilding Company, les supermarchés Delchamps et les grands magasins Gayfers,,. Aujourd'hui, les principales sociétés implantées à Mobile sont AlwaysHD (stock-shot), Foosackly's (chaîne de restauration rapide), Integrity Media (média) et Volkert, Inc. (ingénierie, environnement),,,. D'autres sociétés comme Checkers (chaîne de restauration rapide), Minolta-QMS (photographie), Morrison's (services de préparations de repas) et Waterman Steamship Corporation (chantier naval) ont été implantées à Mobile,.

### Principales industries

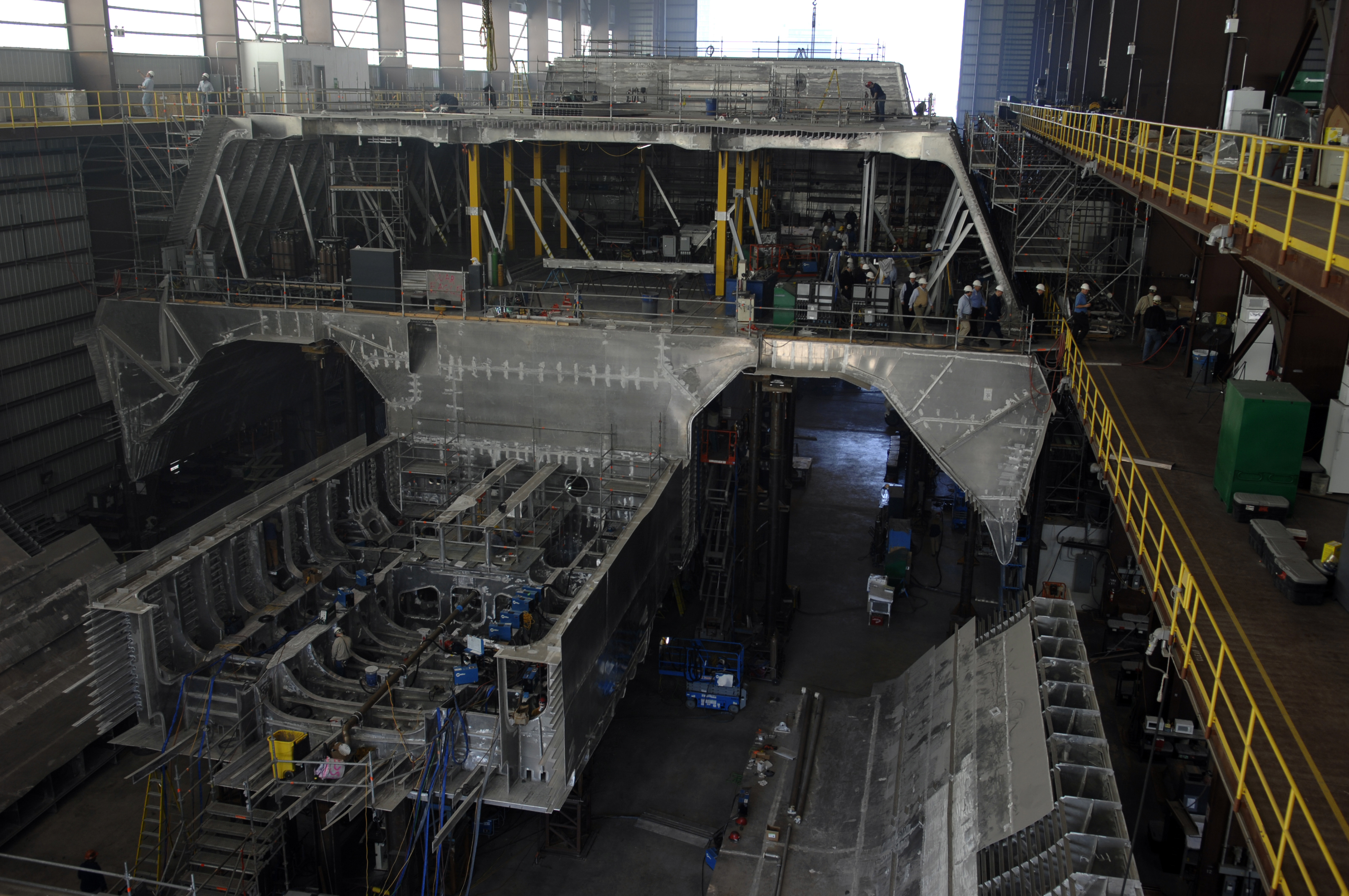
Construction de l’USS Independence (LCS-2) sur le chantier naval Austal USA à Mobile le 9 mars 2007.

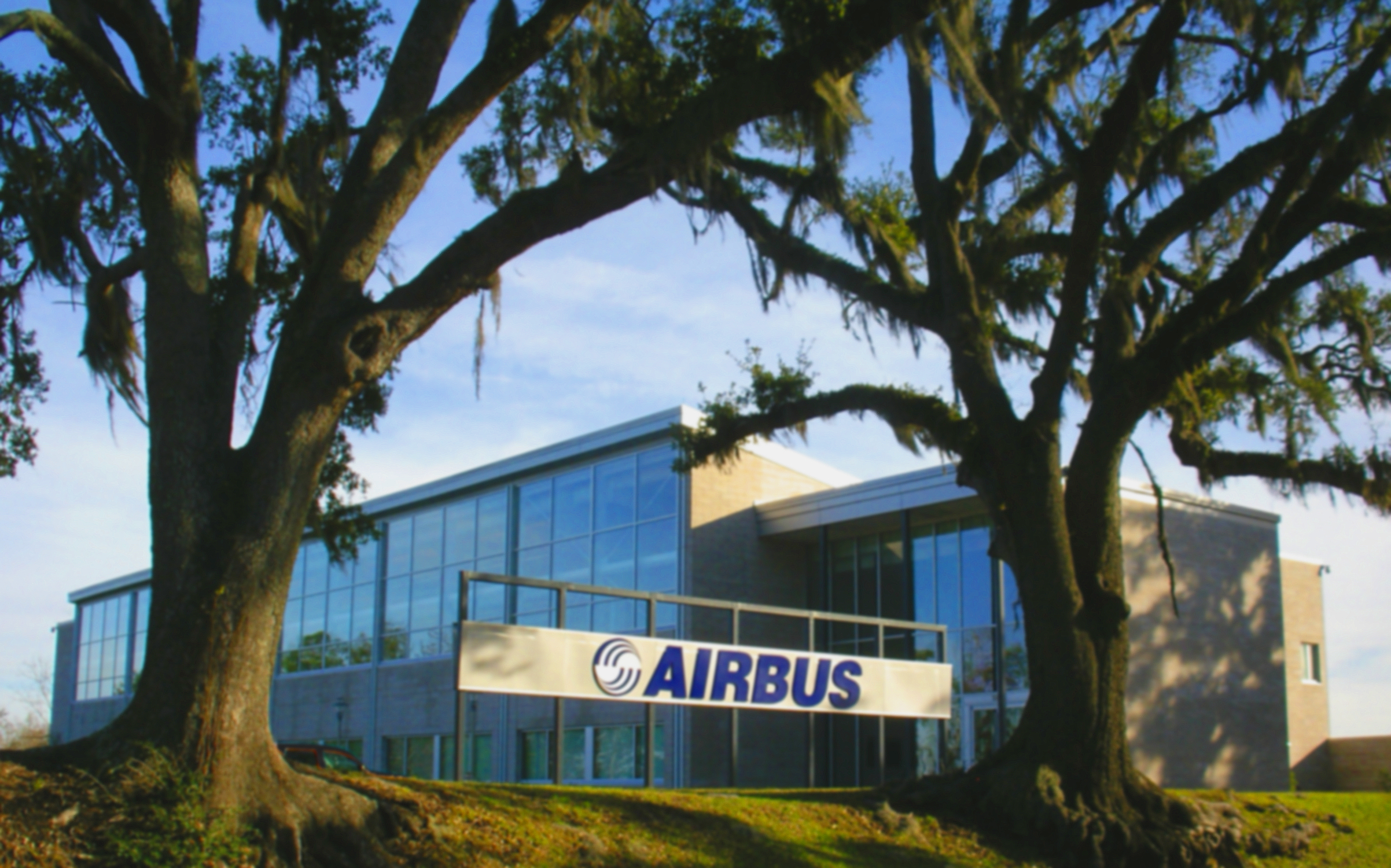
L'Airbus Mobile Engineering Center au Brookley Aeroplex.

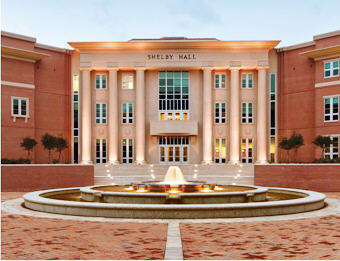
Shelby Hall, School of Computing à l'Université de South Alabama.

#### Port de Mobile
Le port de Mobile a connu ces dernières années sa plus grande expansion en augmentant et en agrandissant sa capacité de stockage de conteneurs de plus de 1 000 % avec un coût de trois cents millions de dollars. Malgré l'expansion de sa capacité de stockage, le port a rétrogradé de la neuvième à la douzième place aux États-Unis entre 2008 et 2010,. Il est, en 2012, le quatrième port d'exportation de charbon américain.

#### Chantiers navals
La ville est un centre traditionnel de chantiers navals. L'entreprise Austal USA s'y est installée en 1999. L'entreprise s'étend en 2005 sur l'île de Blakeley. Austal annonce en octobre 2012, qu'après la signature d'un nouveau contrat et l'acquisition de 2 800 m2 sur le site, l'entreprise proposera 1 500 emplois supplémentaires. Sur Pinto Island, l'entreprise Atlantic Marine s'occupait d'un chantier naval situé sur l'ancien site d'Alabama Drydock and Shipbuilding Company. En mai 2010, BAE Systems acquiert le site pour 352 millions de dollars. L'entreprise continue de construire des navires sur le site et emploie environ 600 personnes,,.

#### Brookley Aeroplex
Brookley Aeroplex est une zone industrielle et un aéroport situé à 5 km au sud du centre-ville. Il est actuellement le plus grand centre industriel de la région avec près de 70 companies, la plupart dans l'industrie aérospatiale, et une surface de 668 ha. Les principales entreprises présentes sur le site sont Airbus North America Engineering, ST Aerospace Mobile et Continental Motors.
Lors de la Mobile Convention Center du 2 juillet 2012, Fabrice Brégier, directeur exécutif d'Airbus, annonce la construction en 2013 d'une nouvelle chaîne d'assemblage à Mobile destinée à la production des A319, A320 et A321 pour un coût de 600 millions de dollars. Airbus prévoit une cadence de 40 à 50 appareils par an d'ici 2018 dans ces installations. L'assemblage des avions doit débuter en 2015 et les premières livraisons en 2016. Le projet doit permettre la création de 1 000 emplois stables. C'est la première implantation de l'avionneur aux États-Unis.

#### ThyssenKrupp
L'entreprise allemande ThyssenKrupp signe un contrat de 3,7 milliards de dollars en 2007 pour la production d'acier inoxydable et d'acier au carbone à Calvert, un secteur non constitué en municipalité situé à quelques kilomètres au nord de Mobile. L'entreprise prévoit la création de 2 700 emplois et commence son exploitation du site en juillet 2010. ThyssenKrupp met finalement en vente le site de Calvert et celui de Rio de Janeiro en mai 2012 à cause des coûts de production et de la baisse de la demande mondiale. L'usine de Calvert est rachetée par la compagnie finlandaise Outokumpu en 2012.

### Chômage
Selon le Bureau of Labor Statistics du Département du Travail des États-Unis, le taux de chômage est de 7,5 % pour l'aire urbaine de Mobile en juillet 2013. Ce qui est légèrement supérieur au taux de chômage de l'Alabama (6,6 %) et à peu près égal au taux de chômage des États-Unis (7,4 %).

### Principaux employeurs
| Employeur                           | Nombre d'employés |
| ----------------------------------- | ----------------- |
| Écoles Publiques du Comté de Mobile | 7 795             |
| Infirmary Health Systems            | 5 460             |
| Université de South Alabama         | 5 300             |
| Austal USA                          | 3 000             |
| Walmart                             | 2 920             |
| Providence Hospital                 | 2 350             |
| City of Mobile                      | 2 100             |
| ST Aerospace Mobile                 | 1 500             |
| Comté de Mobile                     | 1 460             |
| Springhill Medical Center           | 1 320             |

## Culture locale et patrimoine

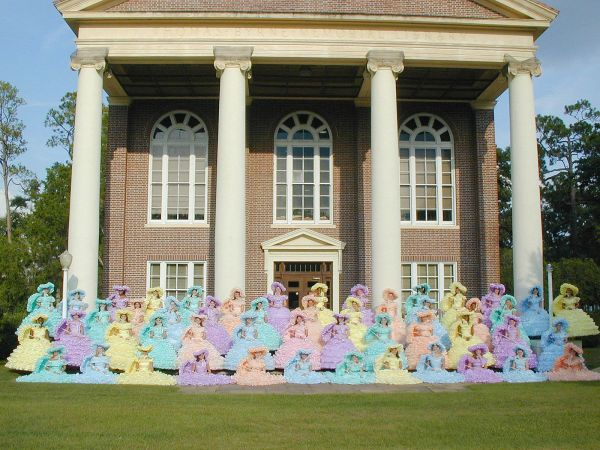
Les Azalea Trail Maids sur le campus de Spring Hill College.

Les différentes populations qui sont arrivées dans la ville ont contribué à la constitution de son patrimoine culturel. La vie culturelle provient d'influences françaises, espagnoles, créoles, catholiques, britanniques et africaines, ce qui la distingue des autres villes de l'Alabama. Mobile est le lieu d'origine du Mardi Gras aux États-Unis et remonte au XVIIIe siècle à l'époque où elle est une colonie française. En 300 ans, le Carnaval de Mobile est passée d'une tradition catholique française à une fête mélangeant les cultures. Les Azalea Trail Maids sont les ambassadrices de la vie culturelle à Mobile incarnant l'hospitalité des gens du Sud.

### Carnavals et Mardi gras

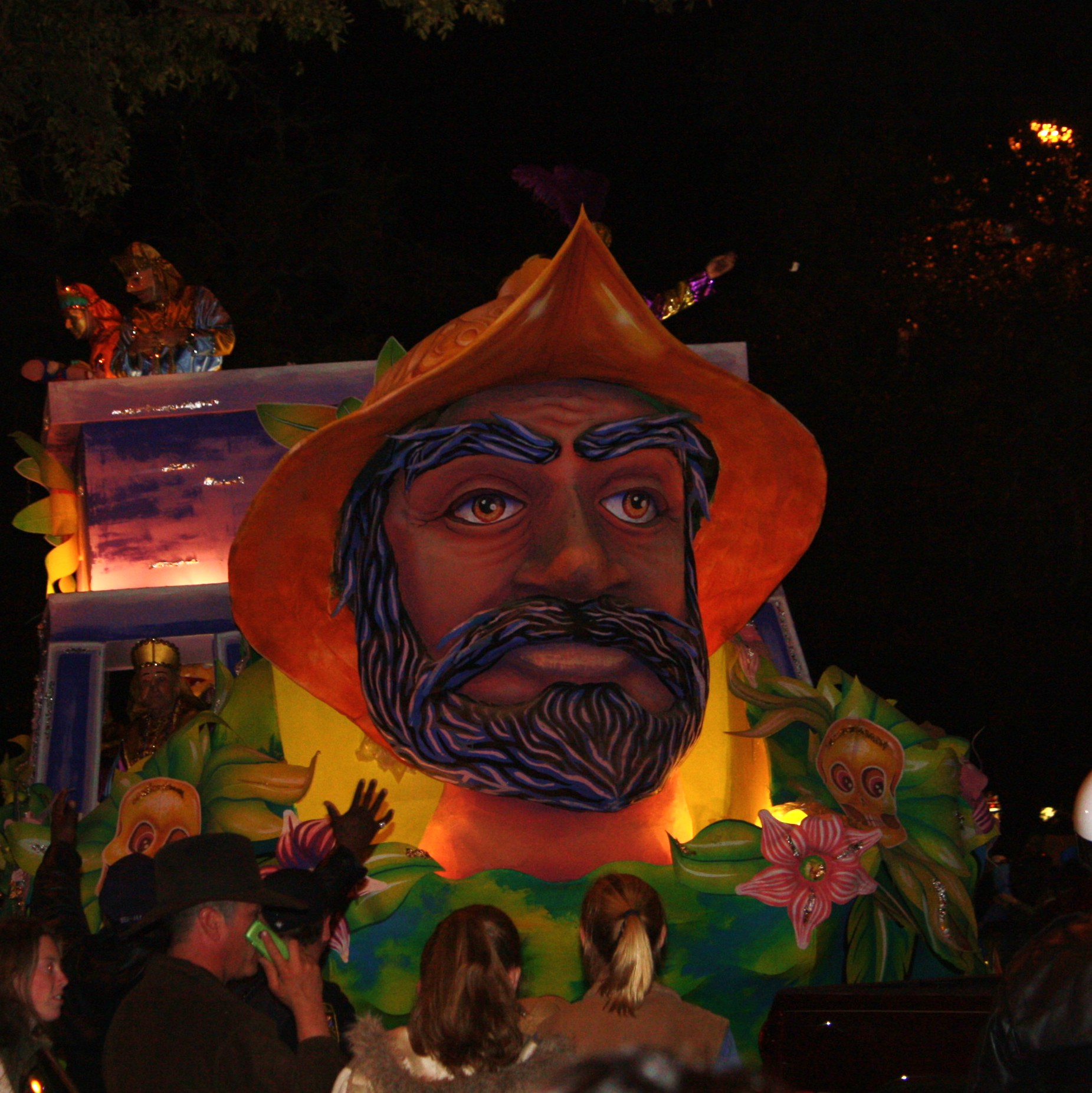
Le défilé Order of Incas en 2009.

La saison du carnaval débute en novembre tandis que les premières parades sont organisées après le 5 janvier. Les célébrations se terminent à minuit le jour du mardi gras qui marque le début du carême. À Mobile, les habitants utilisent souvent le terme de Mardi Gras pour désigner l'ensemble de la saison du carnaval. Pendant cette saison, les mystic societies (des sociétés festives) font des défilés dans le centre-ville avec des chars colorés et lancent des petits objets sur les spectateurs.
Le premier carnaval remonte à 1703. À l'époque, les colons français célébraient la tradition sur l'ancien site de Mobile. En 1711 se déroula le premier carnaval sur le nouveau site qui rendait honneur au « Bœuf Gras ».

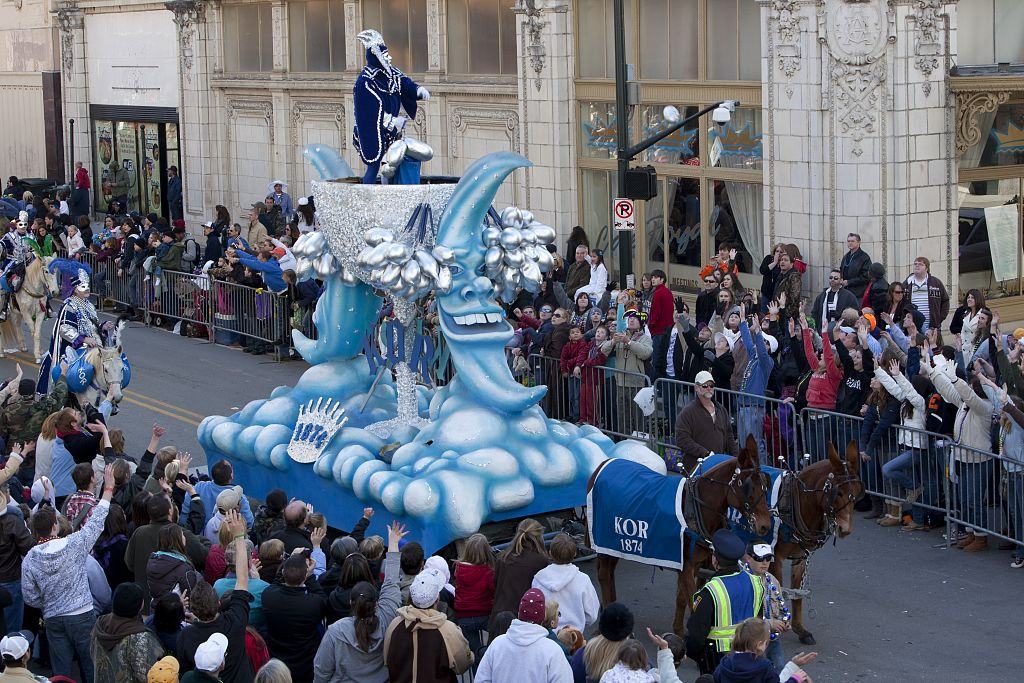
Le défilé Knights of Revelry dans Royal Street en 2010.

En 1830, le Cowbellion de Rakin Society devint le premier carnaval mystic society à être célébré par un défilé,. Cette manière de célébrer le carnaval commença lorsque Michael Krafft, un planteur de coton originaire de Pennsylvanie, organisa un défilé avec des râteaux, des houes et des cloches de vaches. Dès 1840, les Cowbellians introduisirent des chars conduits par des chevaux dans un défilé intitulé Heathen Gods and Goddesses. La Striker's Independent Society remonte à 1843 et est la plus ancienne mystic society des États-Unis encore existante.
Les carnavals furent interrompus pendant la Guerre de Sécession. En 1866, Joe Cain revisita les défilés du Mardi Gras en défilant dans les rues de la ville déguisé en un chef chicachas fictif nommé Slacabamorinico. Il célébra mardi gras devant les troupes de l'Armée de l'Union. En 2002, les habitants de Mobile fêtèrent le tricentenaire du carnaval par des défilés rendant hommage à toutes les mystic societies.

### Patrimoine civil et religieux

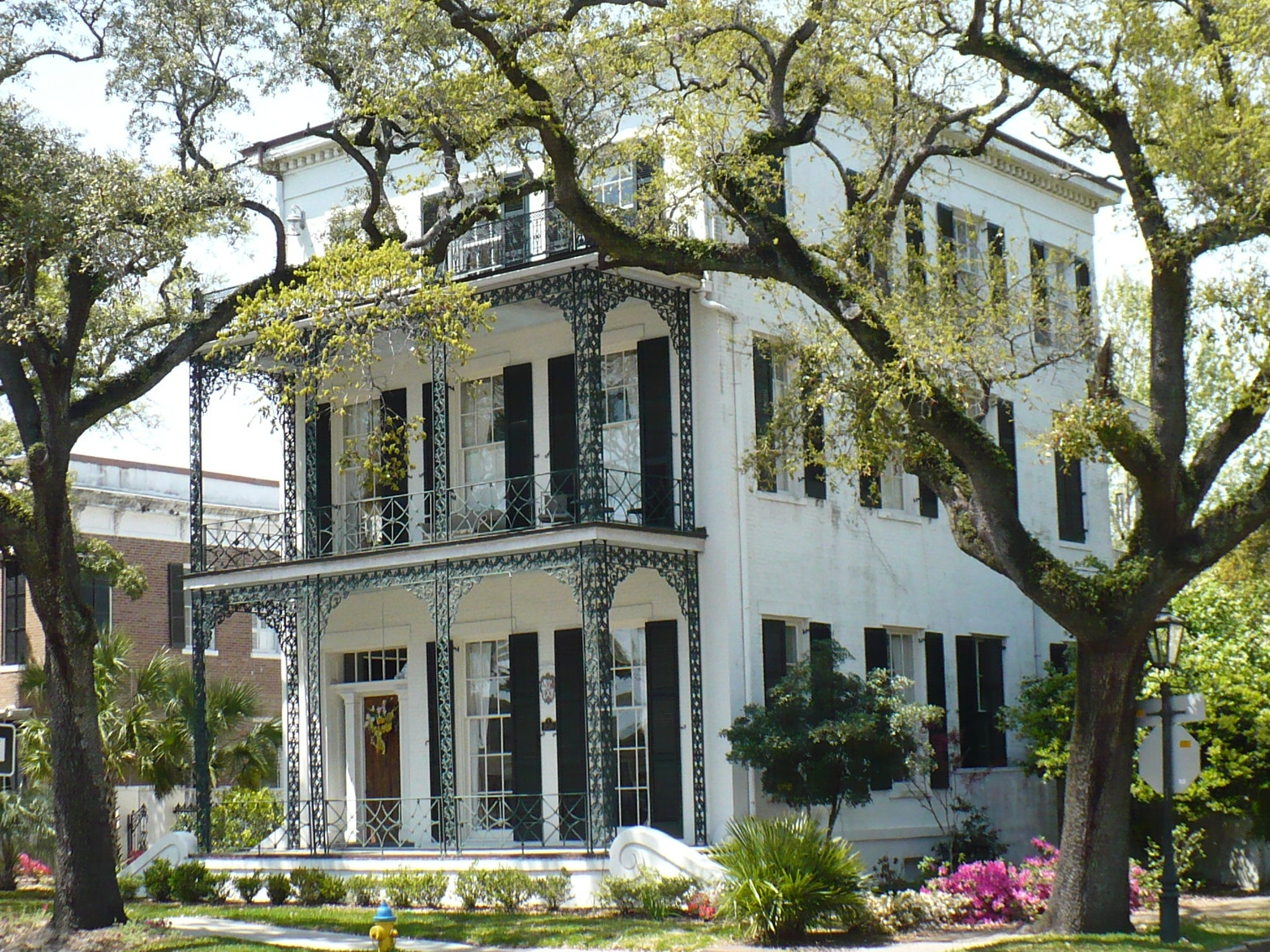
Une maison du district historique De Tonti Square.

Plusieurs bâtiments anciens de Mobile ont une architecture d'avant la Guerre de Sécession rappelant les styles Greek Revival, néo-gothique, italianisant et créole. Des bâtiments plus récents adoptent une architecture de styles victorien, shotgun house, néocolonial, Tudor Revival, colonial espagnol et Beaux-Arts. Le Registre national des sites historiques recense onze districts historiques dans la ville : Old Dauphin Way, Oakleigh Garden, Lower Dauphin Street, Leinkauf, De Tonti Square, Church Street East, Ashland Place, Campground, Midtown, Africatown et Maysville.
La ville dispose d'un patrimoine religieux varié. Les principales églises de Mobile classées sont : la cathédrale de l'Immaculée-Conception, la cathédrale du Christ, Emanuel AME Church, Government Street Presbyterian Church, St. Louis Street Missionary Baptist Church, State Street AME Zion Church, Stone Street Baptist Church, l'église de la Trinité, St. Francis Street Methodist Church, Saint Joseph's Roman Catholic Church, Saint Francis Xavier Catholic Church, Saint Matthew's Catholic Church, Saint Paul's Episcopal Chapel et Saint-Vincent-de-Paul. La Sodality Chapel et St. Joseph's Chapel sont les deux chapelles situées sur le campus de Spring Hill College. Il subsiste deux couvents à Mobile : le Convent and Academy of the Visitation et le Convent of Mercy.
Barton Academy est une école de style Greek Revival située dans Government Street. Les hôpitaux Mobile City et United States Marine datant d'avant la Guerre de Sécession ont été restaurés dans le style Greek Revival. Le Washington Firehouse No. 5, construit en 1851, est une caserne de pompier, également dans le style Greek Revival. Les Bishop Portier House et Carlen House sont deux maisons de style créole. La Hunter House est une maison de style italianisant construite au XIXe siècle par une femme d'affaires Afro-Américaine. La Shepard House est une maison de style Queen Anne. Le Gulf, Mobile, and Ohio Passenger Terminal est un bâtiment rappelant le renouveau du style architectural des missions. Le Scottish Rite Temple est le dernier bâtiment d'éclectisme égyptien à Mobile.

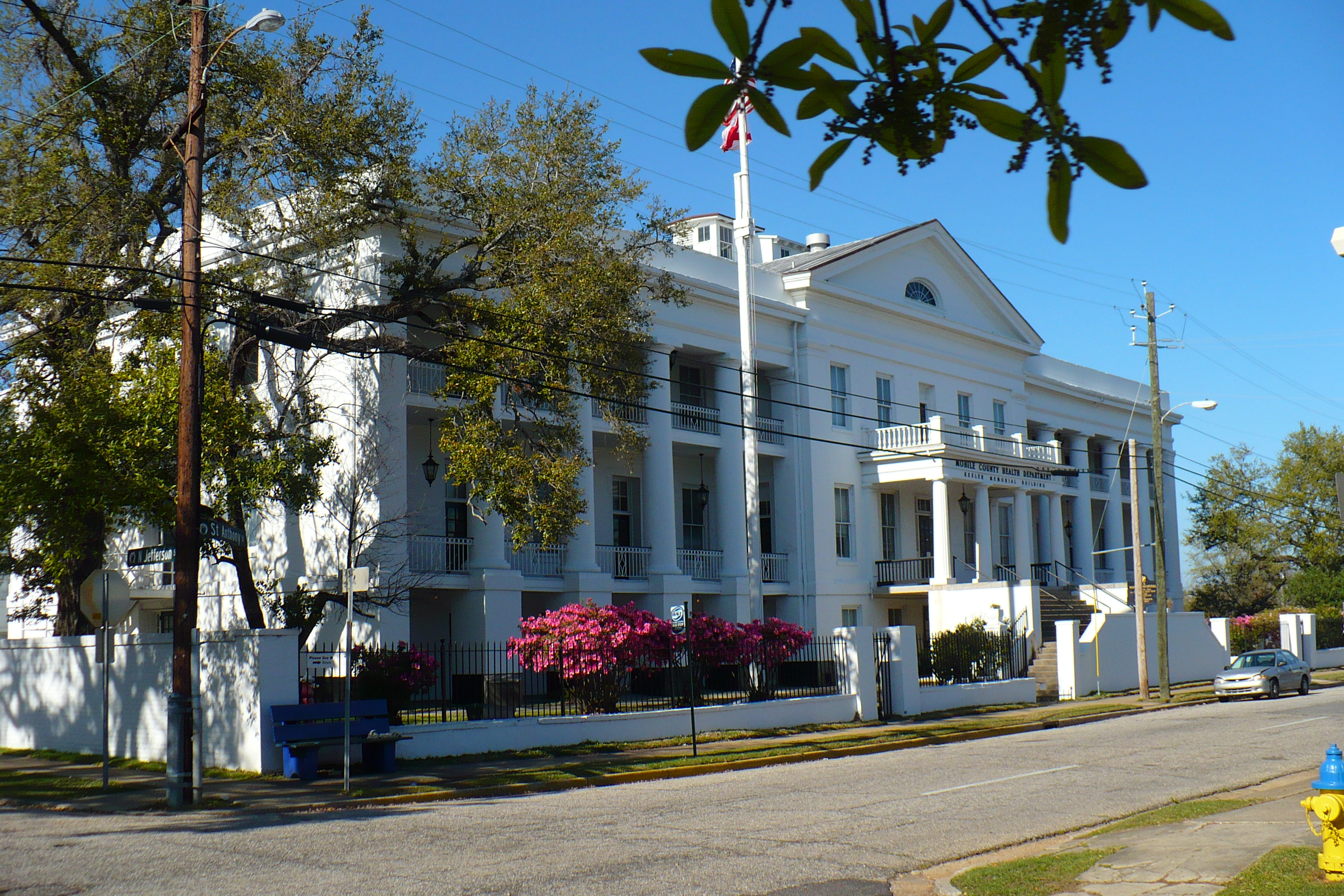
L'hôpital United States Marine, restaurée par le Mobile County Health Department.

À Mobile, plusieurs cimetières ont été créés peu après la période coloniale. Ils remplacent le Campo Santo colonial dont il ne reste aucune trace aujourd'hui. Le cimetière de Church Street mesure deux hectares et a été construit en 1819, juste après l'épidémie de fièvre jaune. Le cimetière de Magnolia, établi en 1836, est le principal cimetière au cours du XIXe siècle et au début du XXe siècle avec près de 80 000 tombes. Il est décoré de statues et de sculptures,. Le cimetière catholique a été créé en 1848 par l'archidiocèse de Mobile sur une surface de 61 hectares. Il contient des carrés pour les Frères du Sacré-Cœur, Petites Sœurs des pauvres, Sœurs de la charité et Sœurs de la Miséricorde. Mobile possède aussi deux cimetières juifs : le cimetière Sha'arai Shomayim (le plus ancien) et le cimetière Ahavas Chesed.

### Archives et bibliothèques

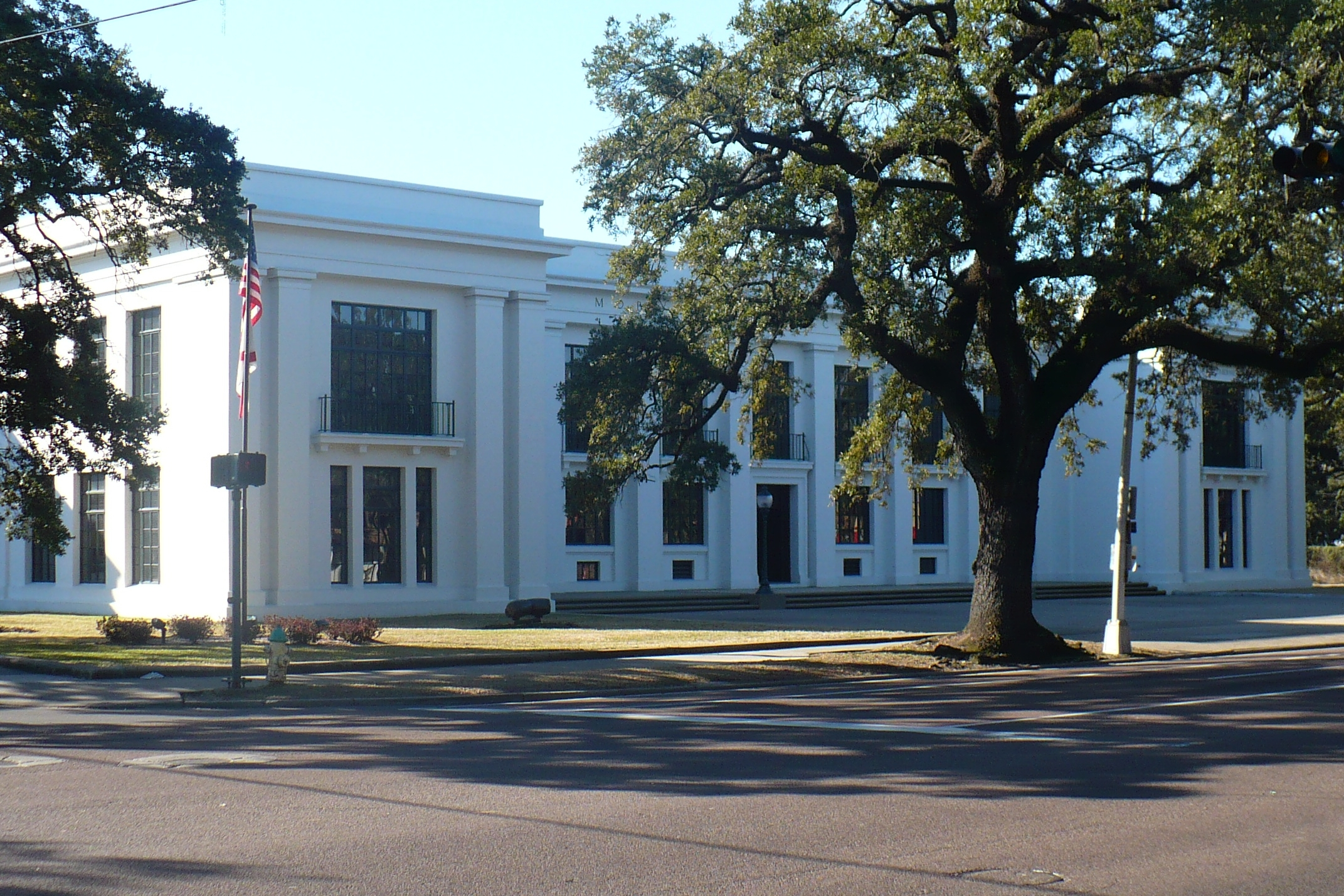
Le Ben May Main Library à Government Street.

La ville de Mobile possède plusieurs centres d'archives publics et religieux. Le National African American Archives and Museum est un musée d'histoire qui retrace la participation des Afro-Américains à Mardi Gras, des objets fabriqués pendant l'ère de l'esclavage ainsi que des biographies de quelques célèbres Afro-Américains. Les archives de l'Université de South Alabama contiennent des documents sur l'histoire de Mobile, du sud de l'Alabama et de l'université elle-même. Les archives sont situées au rez-de-chaussée du campus d'USA Spring Hill et sont ouvertes au public. Les archives municipales de Mobile contiennent des documents appartenant à la ville remontant à la création de la municipalité au sein du Territoire du Mississippi en 1814. La plupart des documents originaux relatant l'époque coloniale de Mobile entre 1702 et 1813 sont à Paris, Londres, Séville ou Madrid. Le Mobile Genealogical Society Library and Media Center est situé à l'Église catholique de la Sainte Famille. On y trouve des actes et des manuscrits servant à la recherche généalogique. La Mobile Public Library est un réseau de huit bibliothèques situées dans le comté de Mobile dont le bâtiment principal Ben May Main Library, situé à Government Street, possède des documents sur la généalogie et l'histoire locale. Le Saint Ignatius Archives, Museum and Theological Research Library contient plusieurs documents, objets et publications sur l'histoire de l'Église Saint Ignace, l'histoire du catholicisme dans la ville et l'histoire de l'Église catholique romaine.

### Arts

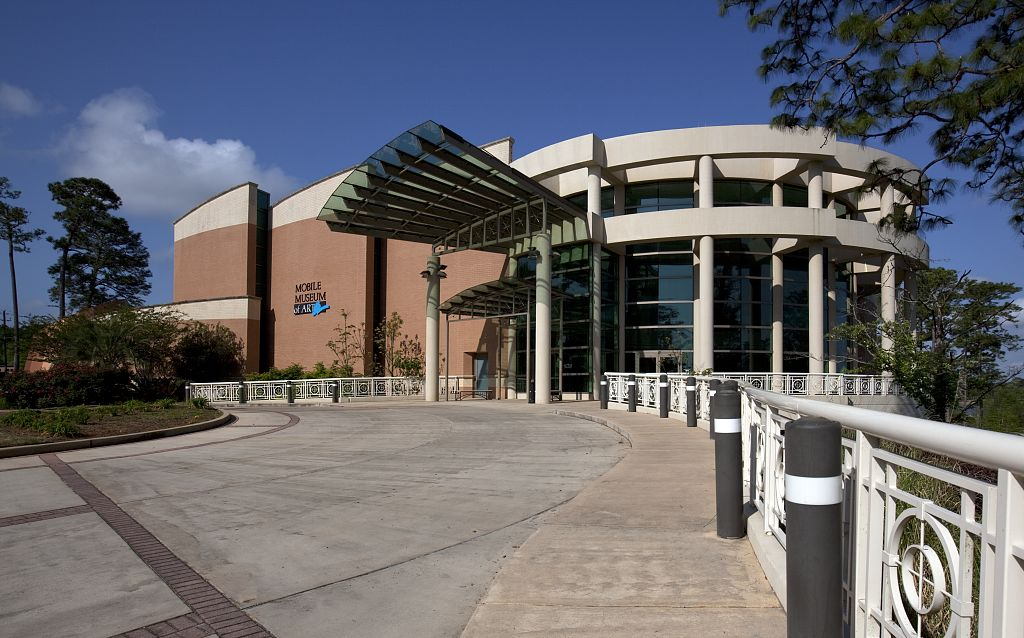
Le Mobile Museum of Art en 2010.

Le Centre for the Living Arts est une organisation qui gère le Saenger Theatre et Space 301, une galerie d'art contemporain. Le Saenger Theatre fut ouvert en 1927 comme cinéma. Aujourd'hui, c'est une salle de spectacle qui sert de salle de concert. Elle est le siège de l'Orchestre symphonique de Mobile, dirigé par le chef d'orchestre Scott Speck. La galerie et le studio du Space 301 est d'abord situé à proximité du Saenger Theatre mais possède son propre espace depuis 2008. Le nouveau bâtiment de 8 640 m2 a été donné par Press-Register après avoir déménagé dans un bâtiment plus moderne. La réhabilitation du lieu a coûté 5,2 millions de dollars.

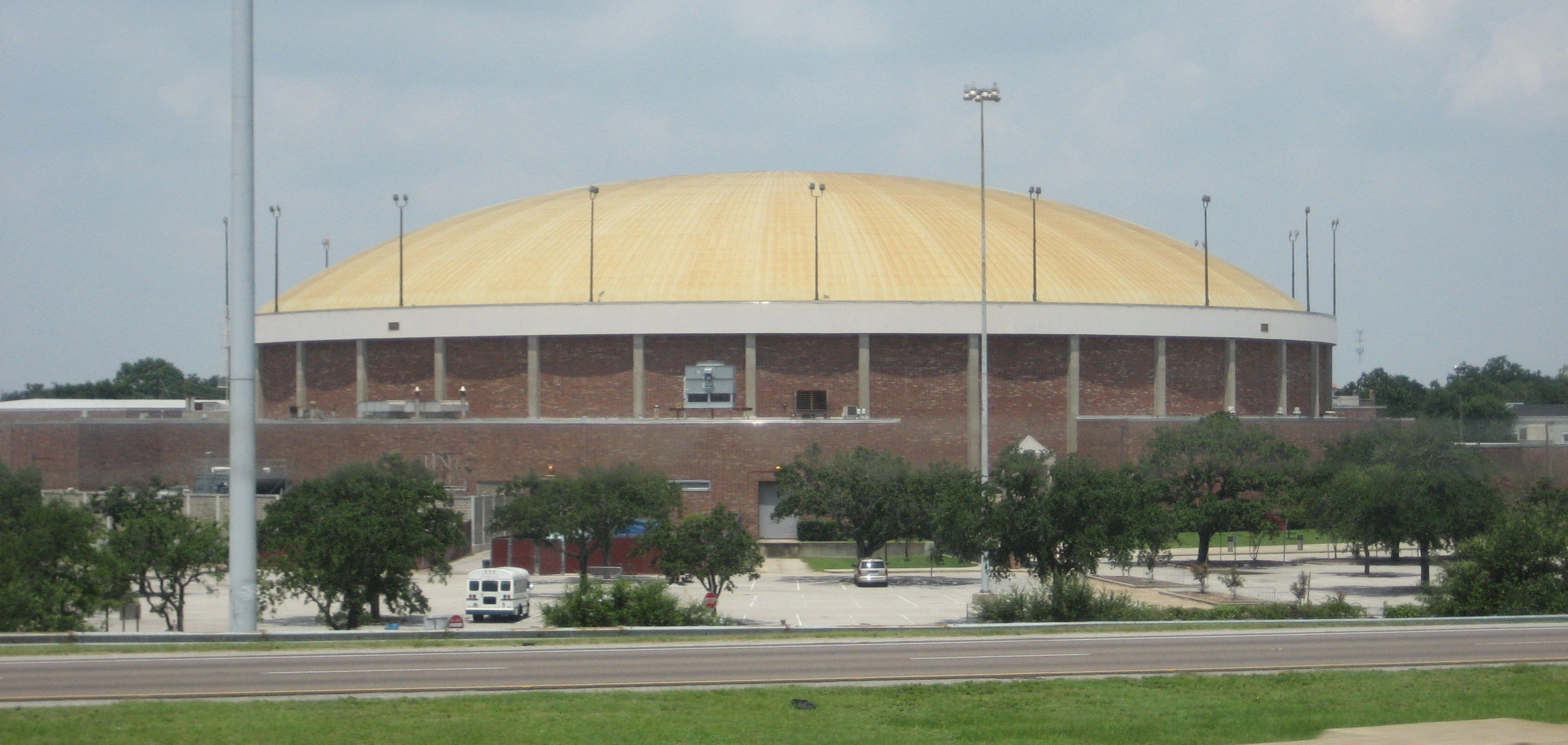
Le Mobile Civic Center en 2007.

Le Mobile Civic Center est un bâtiment de 37 161 m2 possédant un stade, un théâtre et une salle d'exposition. C'est la principale salle de concert de la ville et accueille certains événements. C'est là où se trouve l'Opéra de Mobile et le Ballet de Mobile. Beaucoup d'événements se tiennent au Arthur C. Outlaw Convention Center de Mobile qui contient une salle d'exposition de 9 290 m2, une salle de bal de 1 394 m2 et seize salles de conférence.
Mobile accueille chaque année le BayFest, un festival de trois jours auquel participent 125 artistes sur plusieurs scènes disséminées dans la ville. L'événement est suivi par 200 000 spectateurs et a généré 38 millions de dollars pour le budget de la ville en 2011.
Le Mobile Theatre Guild est un théâtre ouvert depuis 1947. Il fait partie du Mobile Arts Council, de l'Alabama Conference of Theatre and Speech, du Southeastern Theatre Conference et de l'American Association of Community Theatres. Le Joe Jefferson Players est l'un des plus anciens théâtres de l'Alabama encore en activité. Le nom rend hommage au comédien Joseph Jefferson qui a passé son adolescence dans la ville. Il fut ouvert le 17 décembre 1947. Le Drama Camp Productions and Sunny Side Theater est le principal théâtre de Mobile pour les enfants. La troupe démarre dans des colonies de vacances en 2002 avant de s'associer au Azalea City Center for the Arts, une troupe de professeurs de théâtre, musique, art, photographie et danse. La troupe a déjà produit plusieurs spectacles de Broadway comme Miracle on 34th Street, Honk, Fame et Hairspray.
Le Mobile Arts Council est une association artistique de Mobile. Elle est fondée en 1955 comme un projet de la Junior League de Mobile pour améliorer la coopération entre les associations culturelles et artistiques.

### Musées

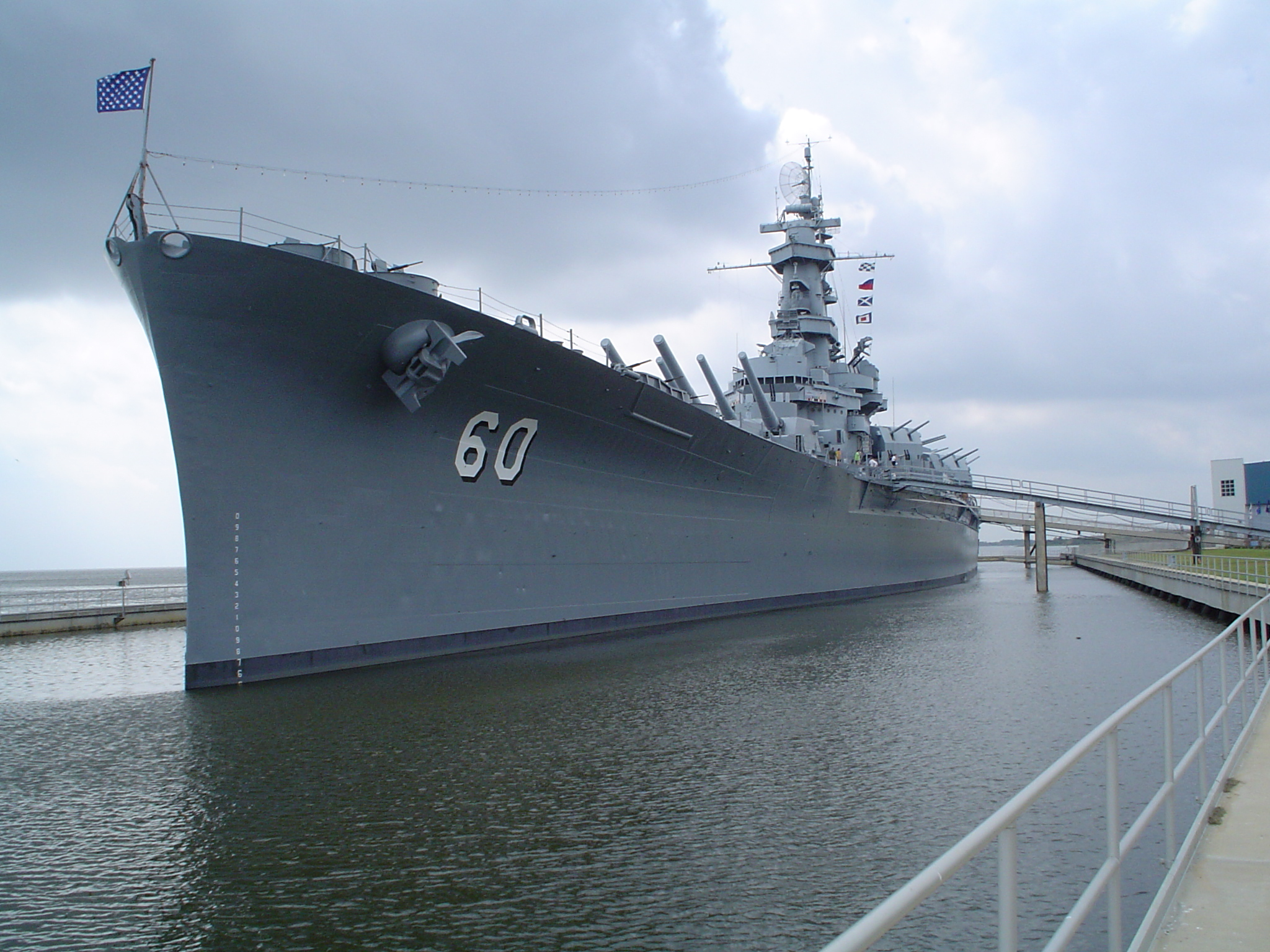
L' au Battleship Memorial Park.

Mobile abrite plusieurs musées. Le Mobile Museum of Art est un musée contenant des collections d'œuvres éclectiques. Le musée, qui mesure 8 826 m2, a été agrandi en 2002. Ces collections sont réparties en plusieurs départements : African and Asian Collection Gallery, Altmayer Gallery, Katharine C. Cochrane Gallery of American Fine Art, Maisel European Gallery, Riddick Glass Gallery, Smith Crafts Gallery et Ann B. Hearin Gallery (art contemporain).
Le Battleship Memorial Park est un musée militaire situé au bord de la baie de Mobile. Il conserve le cuirassé USS Alabama, le sous-marin USS Drum, et expose des équipements militaires datant de la Guerre de Corée et de la Guerre du Viêt Nam, ainsi que des mémoriaux des deux guerres. Le History Museum of Mobile présente l'histoire de Mobile sur plus de trois siècles et l'histoire pré-colombienne de la ville. Il est situé dans le Old City Hall classé National Historic Landmark. L'Oakleigh Historic Complex est un ensemble constitué de trois musées qui retrace la vie de trois personnes issues de trois catégories de la société de Mobile du XIXe siècle : les esclaves, la classe ouvrière et la classe aisée. Le Mobile Carnival Museum retrace l'histoire de mardi gras à Mobile avec des documents sur les parades, des costumes et des documentaires sur l'histoire de la saison du carnaval. Les Bragg-Mitchell Mansion (1855), Richards DAR House (1860) et Condé-Charlotte House (1822) sont des bâtiments historiques d'architecture antebellum,,. Fort Morgan (1819), Fort Gaines (1821) et Historic Blakeley State Park sont des sites qui retracent l'histoire de la Guerre de Sécession.

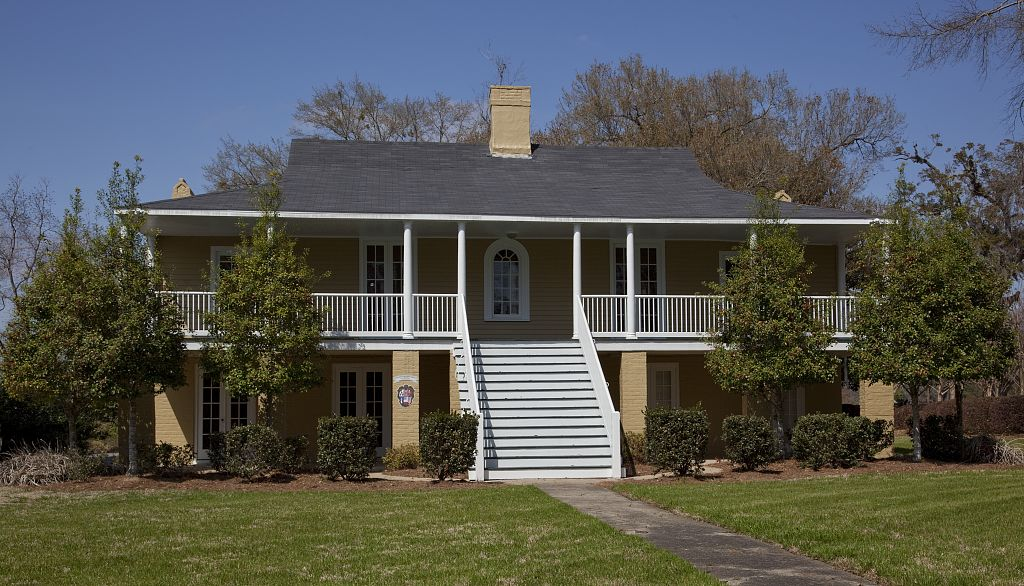
La Vincent-Doan House. C'est l'une des plus anciennes maisons encore existantes dans la ville.

Le Mobile Medical Museum est situé dans la Vincent-Doan House (1827), une maison de style colonial français. Il expose des documents et des objets qui retracent l'histoire de la médecine à Mobile. Le Phoenix Fire Museum est un musée situé dans le bâtiment Phoenix Volunteer Fire Company Number 6 et qui montre l'histoire des pompiers de la ville depuis leur constitution en 1838. Le Mobile Police Department Museum est un musée qui fait des expositions sur l'histoire de la police de Mobile. Le Gulf Coast Exploreum Science Center est un musée scientifique situé dans le centre-ville. Il présente des expositions permanentes, un cinéma IMAX, un cinéma 3D et un laboratoire de chimie. Dauphin Island Sea Lab est situé au sud de la ville sur Dauphin Island, à la sortie de la baie de Mobile. Il est composé de l'Estuarium, un aquarium qui illustre les quatre écosystèmes de la baie : le delta du fleuve Mobile, la baie, les îles barrières et le Golfe du Mexique.

### Parcs et espaces verts

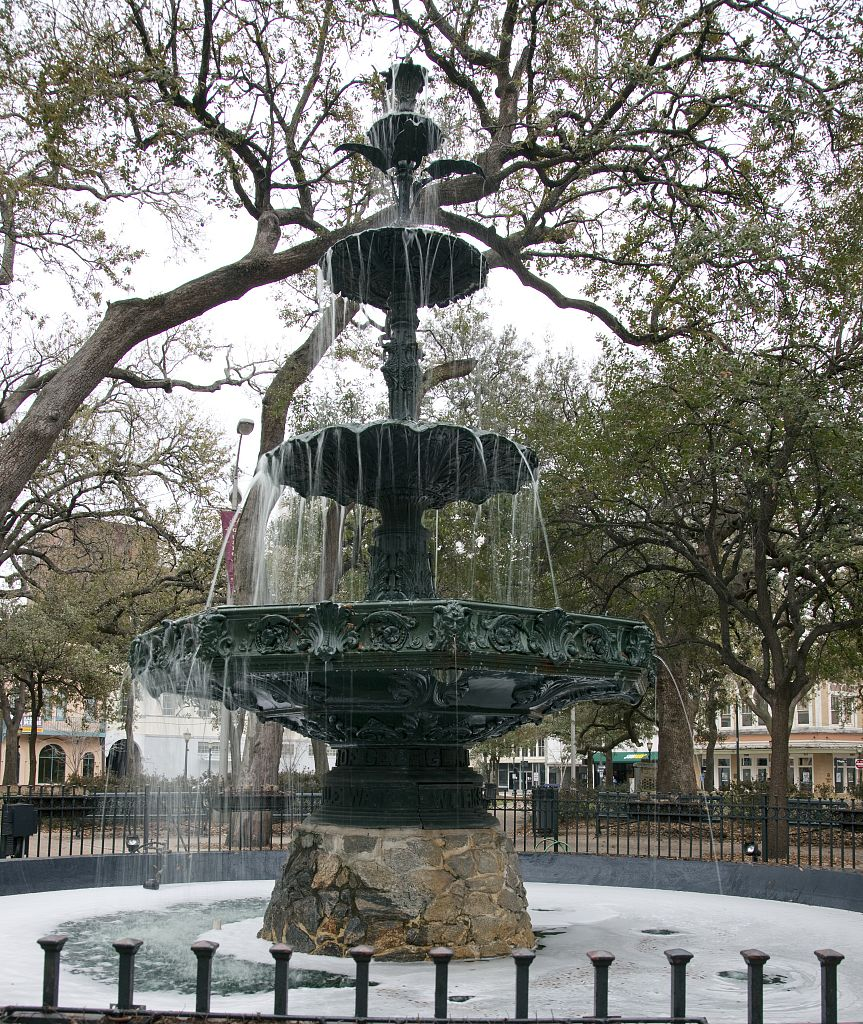
Ketchum Fountain au centre de Bienville Square.

Le Mobile Botanical Gardens s'étend sur quarante hectares. Il est constitué entre autres d'un jardin de rhododendrons avec mille espèces d'azalées sempervirentes et endémiques et d'une pinède de pins des marais de douze hectares. Bellingrath Gardens and Home est un jardin botanique de 26 hectares traversé par la rivière Fowl avec un manoir datant des années 1930. Le 5 Rivers Delta Resource Center est un service qui permet aux touristes de visiter les rivières Mobile, Tensaw, Apalachee, Middle, Blakeley et Spanish. Il permet d'accéder plus facilement au delta de la Mobile-Tensaw River. En plus de proposer des circuits, il possède un petit cinéma, une salle d'exposition, une salle de réunion, un parcours de randonnée et une location de canoë-kayaks.
Mobile compte 45 parcs publics . Bienville Square est un parc situé dans le district historique de Lower Dauphin Street. Il a été baptisé en l'honneur de Jean-Baptiste Le Moyne, Sieur de Bienville, le fondateur de Mobile. C'est une place populaire dans la ville et un lieu de rassemblement. Cathedral Square, également situé dans Lower Dauphin Street, est situé au pied de la cathédrale de l'Immaculée-Conception. Fort Condé est une reconstitution du fort original. Il sert d'office de tourisme et de musée de la période coloniale. Spanish Plaza est un parc dont le nom évoque la période coloniale espagnole entre 1780 et 1813. On y trouve l'Arches of Friendship, une fontaine offerte par la ville de Malaga. Langan Park est le plus grand parc de la ville. Avec ses 291 hectares, il contient des plans d'eau, des espaces naturels, le Mobile Museum of Art, un parcours de golf, le jardin botanique et des aires de jeux.

### Dans la culture populaire
Plusieurs surnoms sont donnés à Mobile : « The Port City », « The Azalea City », « The City of Six Flags » et « The Home of Mardi Gras ». Mobile est surnommée « The Port City » depuis le développement de la navigation fluviale sur les rivières Tombigbee et Black Warrior, « The Azalea City » car les azalées sont le symbole de la ville et représentent le caractère de la ville, « The City of Six Flags » car elle a vu flotter les drapeaux de la France, du Royaume-Uni, de l'Espagne, de la république d'Alabama, des États confédérés d'Amérique et des États-Unis et « The Home of Mardi Gras » étant donné que la ville accueille la plus ancienne célébration du mardi gras aux États-Unis.
Mobile apparaît dans diverses œuvres de la culture populaire. Au cinéma, Mobile apparaît dans les films Rencontres du troisième type (1977) de Steven Spielberg, Miss Daisy et son chauffeur (1989) de Bruce Beresford, Love Liza (2002) de Todd Louiso et dans la mini-série The Pacific (2010). En 2014, le centre-ville est le lieu principal où se déroule l'intrigue du film Rage. Mobile est également citée dans des œuvres littéraires comme Forrest Gump où Mobile est la ville d'origine du héros. Mobile apparaît aussi dans les chansons Stuck Inside of Mobile with the Memphis Blues Again de Bob Dylan et Gypsys, Tramps & Thieves de Cher.